# Franklin Delano Roosevelt
Vous lisez un « article de qualité » labellisé en 2009.
Pour les articles homonymes, voir Delano et Roosevelt.
Pour les autres membres de la famille, voir Famille Roosevelt.
Franklin Delano Roosevelt (prononcé en anglais : /ˈfɹæŋklɪn ˈdɛlənoʊ ˈɹoʊzəvɛlt/), né le 30 janvier 1882 à Hyde Park (État de New York) et mort le 12 avril 1945 à Warm Springs (État de Géorgie), est un homme d'État américain, 32e président des États-Unis, en fonction de 1933 à sa mort.
Appartenant aux lignées Delano et Roosevelt, il est diplômé de l'université Harvard. Membre du Parti démocrate, il est élu gouverneur de l'État de New York en 1928 avant de très largement remporter l'élection présidentielle de 1932 face au sortant Herbert Hoover. Il est réélu en 1936, 1940 et 1944, remportant à chaque fois nettement le collège électoral, ainsi que le vote populaire avec une avance allant jusqu'à 24 points en 1936 (soit la troisième plus importante de l'histoire américaine).
Sous sa présidence, en butte à la Grande Dépression (1929-1939), Roosevelt met en œuvre le New Deal ("nouvelle donne", en français), un programme de relance de l'économie et de lutte contre le chômage. Il réforme le système bancaire américain et fonde la Social Security. Il crée de nombreuses agences gouvernementales telles que la Work Projects Administration, la National Recovery Administration ou l’Agricultural Adjustment Administration. Il réussit à élaborer un nouveau modèle de présidence, plus interventionniste et plus actif, grâce à son équipe de conseillers appelée Brain Trust.
Roosevelt est l’un des principaux acteurs de la Seconde Guerre mondiale, rompant avec l’isolationnisme traditionnel de son pays. Avant l’entrée en guerre des États-Unis, il lance le programme prêt-bail afin de fournir les pays alliés en matériel de guerre. Après l’attaque de Pearl Harbor par les Japonais, il assume pleinement ses fonctions de commandant en chef de l’armée américaine et prépare largement la victoire des Alliés. Il tient un rôle de premier plan dans la transformation du monde à la sortie du conflit, inspirant notamment la fondation de l'ONU. Il laisse une très forte empreinte dans l'histoire de son pays et celle du monde. Il meurt peu après le début de son quatrième mandat, à 63 ans. Son vice-président, Harry S. Truman, lui succède comme président.
Figure centrale du XXe siècle, Franklin Delano Roosevelt est classé parmi les plus grands présidents américains, même si son action est critiquée sur des points comme l'internement des Nippo-Américains ou la confiscation de l'or des particuliers . Il est le seul président américain à avoir été élu plus de deux fois et celui qui a la présidence la plus longue de l'histoire du pays (12 ans et un mois). Deux ans après sa mort, le Congrès des États-Unis adopte le XXIIe amendement de la Constitution, limitant à deux le nombre de fois qu'une personne peut être élue président des États-Unis.

## Biographie

### Origines familiales et jeunesse

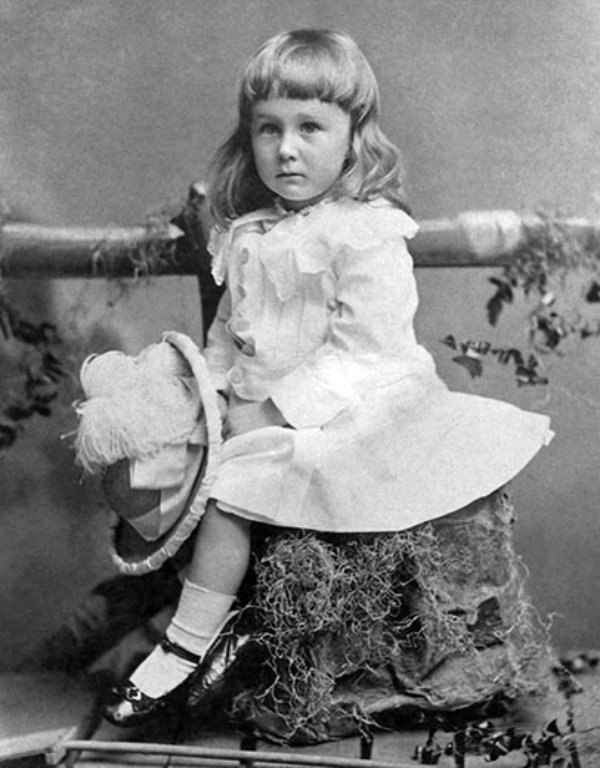
Roosevelt à l'âge de 2 ans en 1884.

Franklin Delano Roosevelt est né le 30 janvier 1882 à Hyde Park, une localité de la vallée de l'Hudson située à environ 160 km au nord de New York.
Ses parents appartenaient à deux vieilles familles patriciennes de New York.
Parmi ses ancêtres figure Philippe de La Noye[réf. souhaitée], qui porte un nom dérivé de Lannoy, commune près de Tourcoing, et qui s'était ensuite installé aux Pays-Bas à la suite de sa conversion au protestantisme. Émigré de Tournai en Amérique du Nord avec les colons financés par la compagnie d'Amsterdam sous la direction de Pierre Minuit, Philippe de La Noye eut des descendants qui s'allièrent à des Hollandais, les Roosevelt. Le nom de La Noye s'étant altéré en Delano, la famille Delano Roosevelt se réclamait de cette vieille ascendance. James Roosevelt I, père du futur président et riche entrepreneur, faisait remonter la fondation de la famille à l'ancêtre hollandais, Nicholas Roosevelt, installé à La Nouvelle-Amsterdam. La descendance de celui-ci a donné un autre président américain, Theodore Roosevelt. Le futur président Franklin Delano épousera la nièce de Theodore, Eleanor.
Par sa mère, Sara Ann Delano, il a des ancêtres wallons, le père de celle-ci, Warren Delano Jr. (qui avait fait fortune dans le commerce de l'opium avec la Chine), descendant de Philippe de La Noye (1602-1681), l’un des passagers du Fortune qui accosta à Plymouth en novembre 1621, rejoignant les premiers colons du Mayflower,,. Parmi la nombreuse descendance de Philippe de La Noye, il y eut quelques décennies auparavant un autre président des États-Unis, le général Ulysses S. Grant,,. Franklin Roosevelt s'était quant à lui convaincu de descendre d'une des familles les plus anciennes de la Flandre française et belge, les comtes de Lannoy, ancienne famille du comté de Flandre, comme la grand-mère maternelle de Charles de Gaulle, Julia Delannoy.

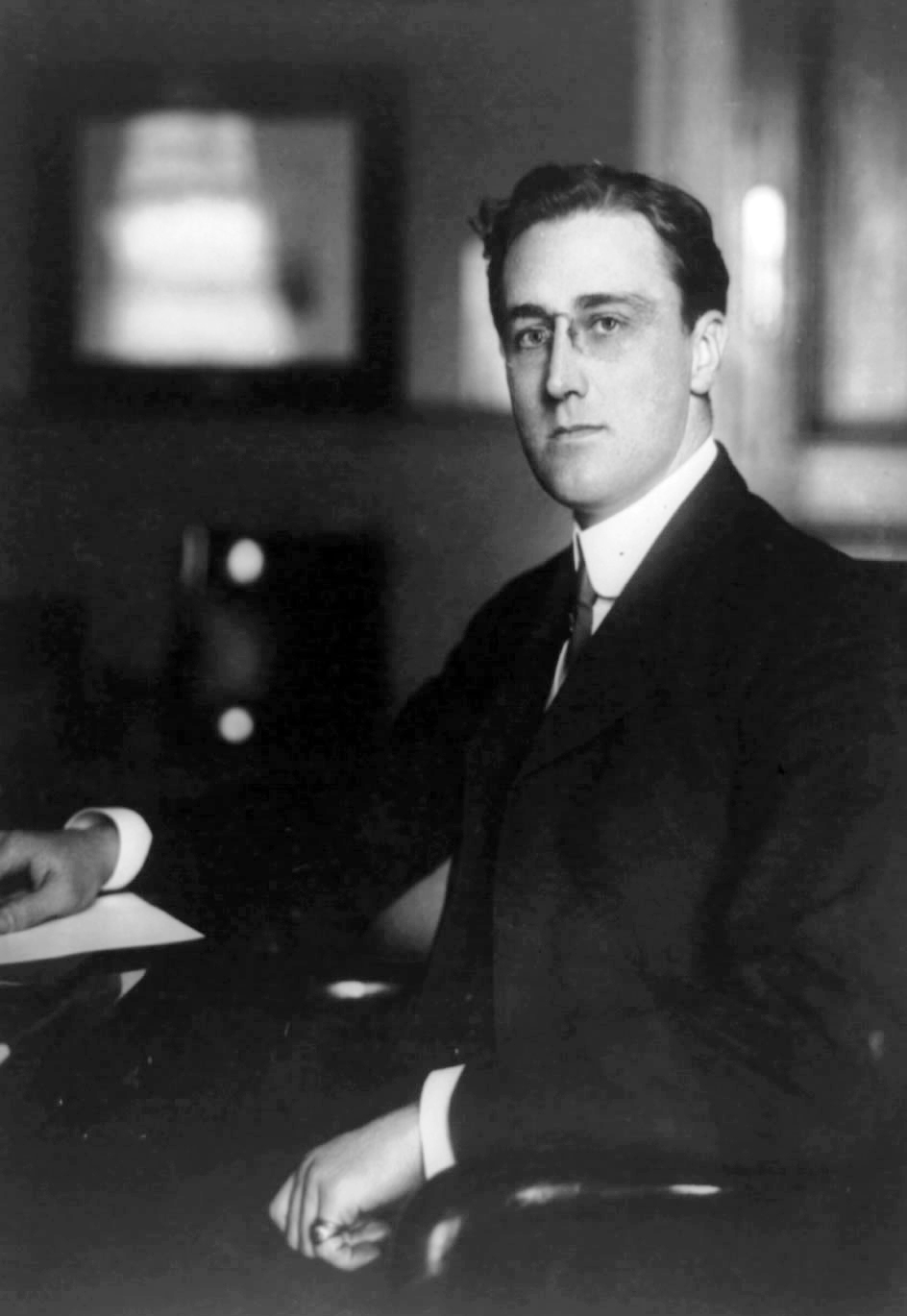
Franklin Roosevelt à 31 ans (1913).

Franklin Roosevelt était fils unique ; il grandit sous l'influence d’une mère possessive et eut une enfance heureuse et solitaire. Il passait souvent ses vacances dans la maison familiale de Campobello Island située au Canada. Grâce à de nombreux voyages en Europe, Roosevelt se familiarisa avec les langues allemande et française. Il reçut une éducation aristocratique, apprit à monter à cheval, pratiqua de nombreux sports comme le polo, l’aviron, le tennis et le tir.
À l'âge de quatorze ans, il entra dans un établissement privé et élitiste du Massachusetts, la Groton School. Pendant ses études, il fut influencé par son maître, le révérend Endicott Peabody, qui lui enseigna le devoir chrétien de charité et la notion de service pour le bien commun.
En 1899, Franklin Roosevelt continua ses études d'abord à l'université Harvard, où il résida dans la luxueuse Adams House, et obtint un diplôme de Bachelor of Arts. Il entra dans la fraternité Alpha Delta Phi et participa au journal étudiant The Harvard Crimson. Il perdit son père en 1900. À cette époque, son cousin lointain et futur oncle par alliance Theodore Roosevelt accéda à la présidence des États-Unis et — bien que républicain — devint son modèle en politique. Il s'agit du début de l'ère progressiste (« Progressive Era ») qui remodelait profondément le paysage politique américain
. Franklin Roosevelt entra en politique au sein du Parti démocrate. Il appartenait aussi à la franc-maçonnerie et fut initié à New York le 11 octobre 1911.
En 1902, au cours d'une réception à la Maison-Blanche, Franklin Roosevelt fait la connaissance de sa future épouse Eleanor Roosevelt, nièce du président Theodore Roosevelt. Eleanor et Franklin Roosevelt avaient un ancêtre commun, le Hollandais Claes Martenzen van Roosevelt, qui débarqua à La Nouvelle-Amsterdam (future New York) dans les années 1640. Ses deux petits-fils, Johannes et Jacobus, ont fondé les deux branches de la famille, celle de l'Oyster Bay et celle d'Hyde Park. Eleanor et Theodore Roosevelt descendaient de la branche aînée, alors que Franklin Roosevelt était issu de la branche cadette, celle de Jacobus. En 1904, Franklin Roosevelt entra à l’école de droit de l’université Columbia mais abandonna son cursus en 1907 sans diplôme. Il passa avec succès l’examen du barreau de l’État de New York et fut engagé dès 1908 dans un prestigieux cabinet d’affaires de Wall Street, la Carter Ledyard & Milburn.

### Vie de famille

Franklin D. Roosevelt et ses parents en 1899.

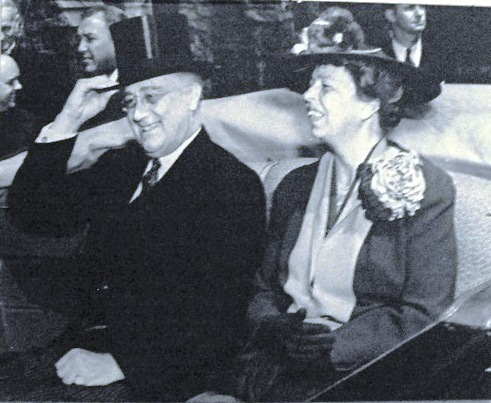
Franklin et Eleanor Roosevelt en 1935.

Franklin Roosevelt épousa Eleanor le 17 mars 1905 à New York, malgré l'opposition de sa mère. Lors de la cérémonie, Theodore Roosevelt remplaçait le père défunt de la mariée, Elliott Roosevelt. Le jeune couple s'installa ensuite sur le domaine familial de Springwood à Hyde Park. Alors que Franklin était un homme charismatique et sociable, sa femme était à cette époque timide et se tenait à l'écart des mondanités pour élever ses enfants :
- Anna Eleanor (1906-1975) ;
- James (1907-1991) ;
- Franklin Delano Jr. (3 mars 1909 – 7 novembre 1909) ;
- Elliott (1910-1990) ;
- Franklin Delano Jr. (1914-1988) ;
- John Aspinwall (1916-1981).

Franklin Roosevelt eut plusieurs aventures amoureuses pendant son mariage : il entretint dès 1914 une liaison avec la secrétaire de son épouse, Lucy Page Mercer Rutherfurd. En septembre 1918, Eleanor trouva la correspondance écrite d'amantes dans les affaires de son mari. Elle menaça ce dernier de demander le divorce. Sous la pression de sa mère et de sa femme, Roosevelt s’engagea à ne plus voir Lucy Mercer et le couple sauva les apparences. Eleanor s’établit dans une maison séparée à Valkill, tout en continuant à voir son époux.
Les enfants du couple ont eu quant à eux des existences tumultueuses : 19 mariages, 15 divorces et 22 enfants pour l’ensemble des cinq enfants. Les quatre fils ont participé à la Seconde Guerre mondiale comme officiers et ont été décorés pour leur bravoure au combat. Après le conflit, ils ont mené des carrières dans les affaires et la politique. Franklin Delano Roosevelt Jr. a représenté l’Upper West Side au Congrès pendant trois mandats et James Roosevelt le 26e district de Californie pendant six mandats.

### Débuts politiques (1910-1920)
Roosevelt n'aimait pas particulièrement sa carrière juridique et ne termina pas ses études de droit commencées à l'université Columbia. Il se tourna vers la politique à la première occasion. En 1910, il se présenta, au nom du Parti démocrate, au poste de sénateur pour le 26e district de l'État de New York, qui regroupait les comtés de Dutchess, Columbia et Putnam. Il fut élu et entra en fonction le 1er janvier 1911 au Sénat d'Albany. Il prit rapidement la tête d’un groupe parlementaire de réformistes qui s’opposait au clientélisme du Tammany Hall, la « machine » politique du Parti démocrate à New York. Roosevelt devint un personnage populaire parmi les démocrates de l'État et fut réélu le 5 novembre 1912 grâce au soutien du journaliste Louis McHenry Howe, avant de démissionner le 17 mars suivant. En 1914, il se présenta aux élections primaires pour le poste de sénateur mais fut battu par le candidat soutenu par le Tammany Hall, James W. Gerard.

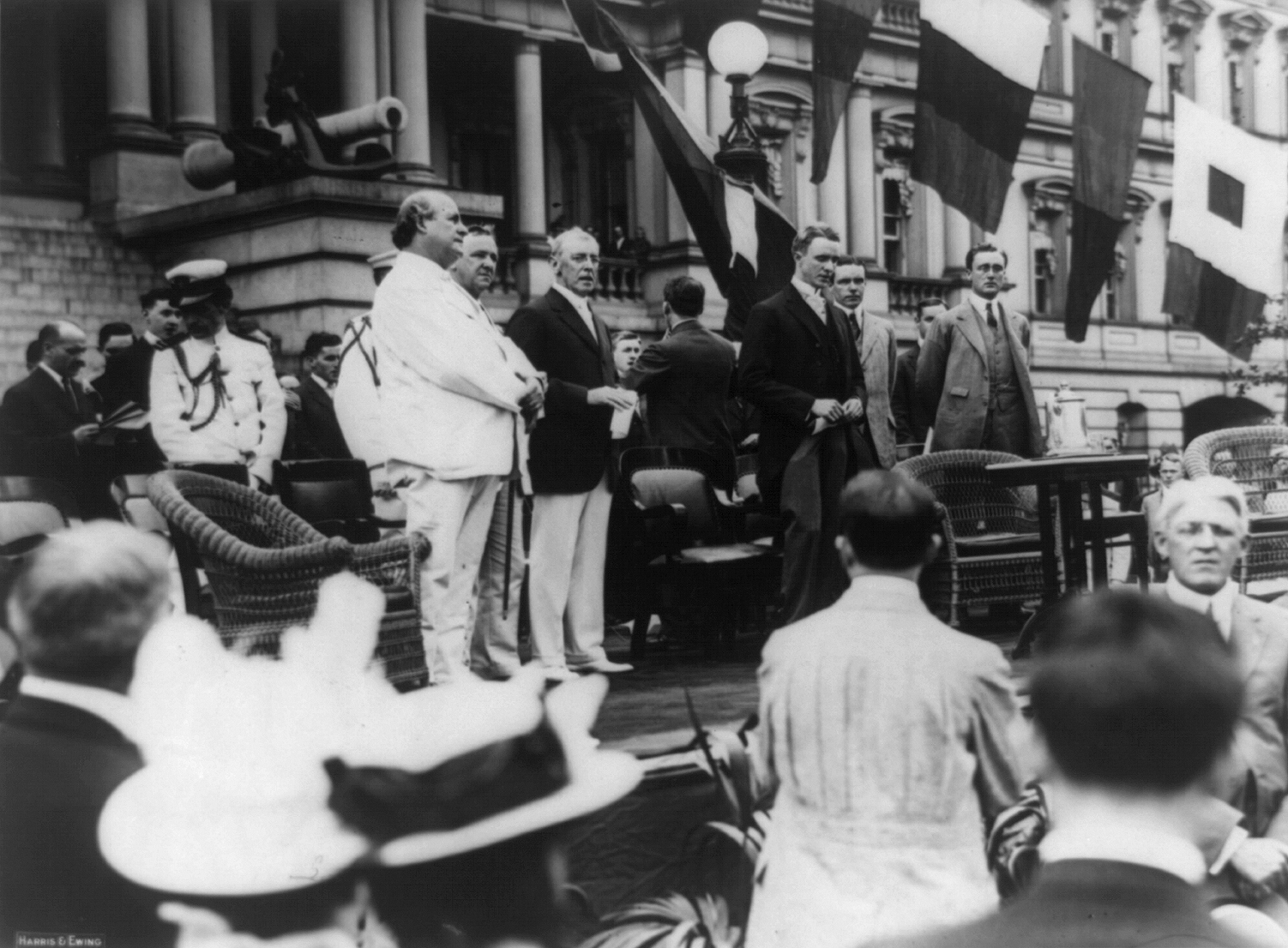
Roosevelt (à droite de la photographie) avec Woodrow Wilson le 14 juin 1914.

En 1913, Roosevelt fut nommé secrétaire adjoint à la Marine par le président Woodrow Wilson, et travailla pour Josephus Daniels, le secrétaire à la Marine des États-Unis. Entre 1913 et 1917, il s’employa à développer la marine américaine et fonda la United States Naval Reserve. Pendant la Première Guerre mondiale, Roosevelt fit preuve d’une attention particulière pour la marine et milita pour le développement des sous-marins. Afin de parer les attaques sous-marines allemandes contre les navires alliés, il appuya le projet d’installer un barrage de mines en mer du Nord, entre la Norvège et l’Écosse.

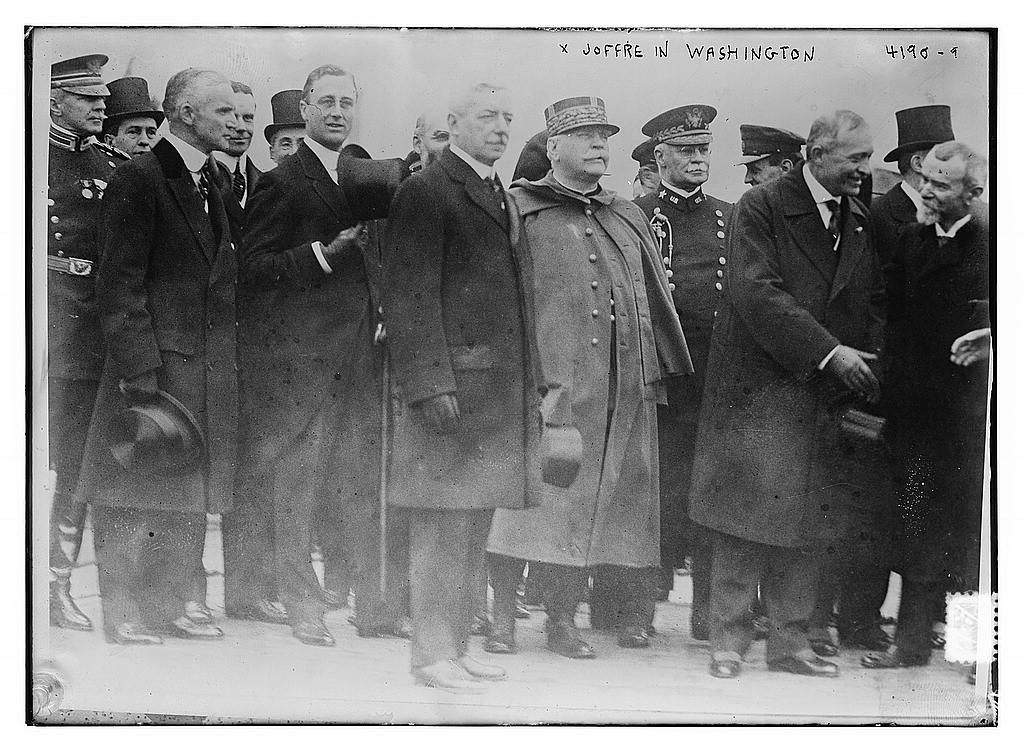
Le Maréchal Joffre et Franklin Delano Roosevelt, en 1917, à Washington.

Lors de la mission Viviani-Joffre en 1917, le secrétaire adjoint à la Marine et plusieurs politiciens accueillent le maréchal Joffre et le sénateur René Viviani lors de leur arrivée à Washington.
En 1918, il inspecta les équipements navals américains en Grande-Bretagne et se rendit sur le front en France. Pendant sa visite, il rencontra Winston Churchill pour la première fois. Après l’armistice du 11 novembre 1918, il fut chargé de superviser la démobilisation et quitta son poste de secrétaire-adjoint à la Marine en juillet 1920.
En 1920, la convention nationale du Parti démocrate choisit Franklin Roosevelt comme candidat à la vice-présidence des États-Unis, aux côtés du gouverneur de l’Ohio James Middleton Cox. Dans un discours prononcé à Butte (Montana) le 18 août 1920, il mit en avant son rôle dans la rédaction de la constitution imposée à Haïti en 1915 : « J’ai écrit moi-même la constitution de Haïti, et je pense que cette constitution est plutôt bonne ». Le ticket Cox-Roosevelt fut battu par le républicain Warren G. Harding qui devint président. Après cet échec, il se retira de la politique et travailla à New York : il fut vice-président d’une société de vente par actions et directeur d’un cabinet d’avocats d’affaires.

### «Traversée du désert» et maladie (1921-1928)

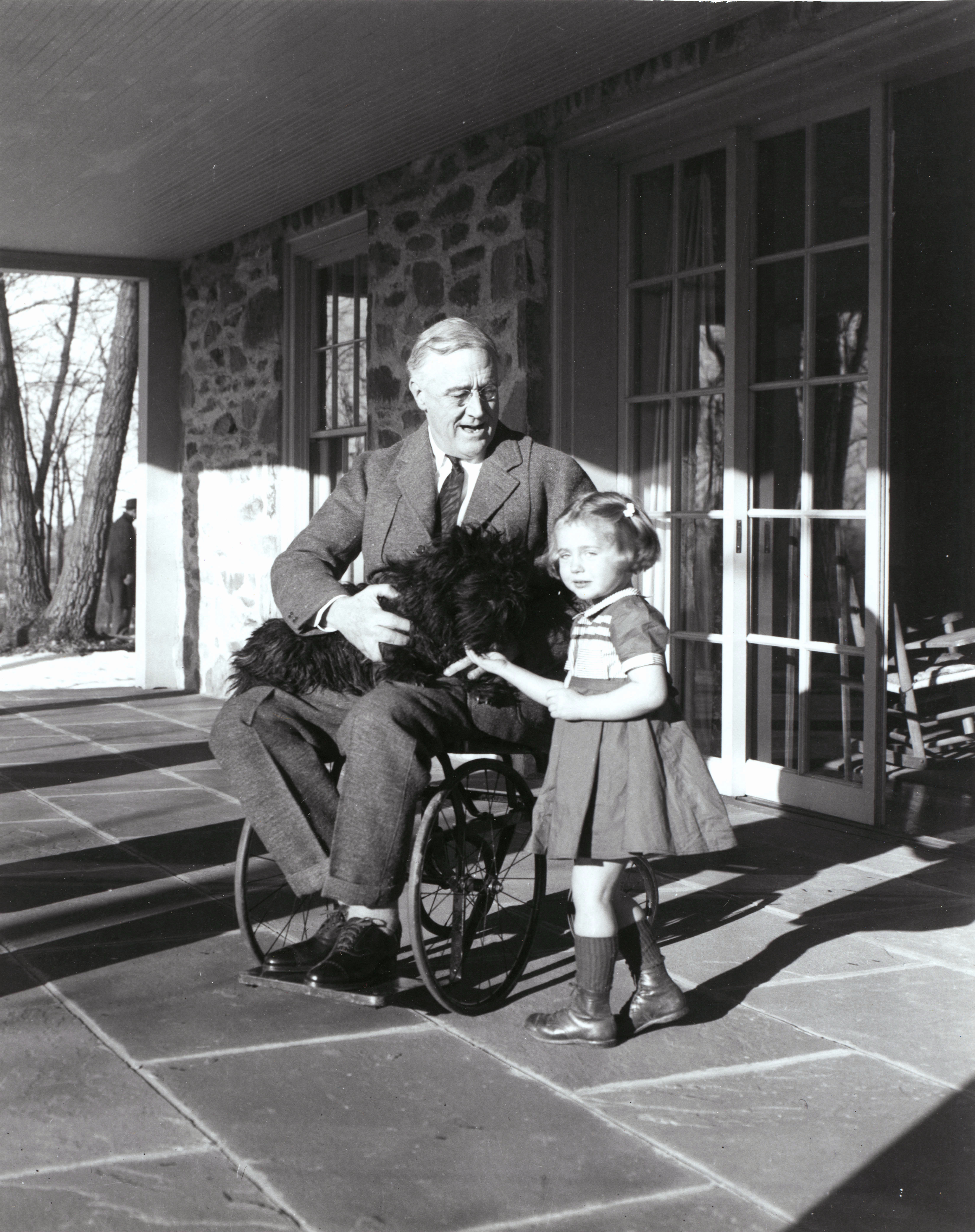
Une des rares photographies de Roosevelt en fauteuil roulant (1941).

En août 1921, pendant ses vacances à l'île Campobello, Roosevelt contracta une maladie que l'on pensait être à l'époque la poliomyélite. Il en résulta une paralysie de ses membres inférieurs : il avait alors 39 ans. Il ne se résigna jamais à accepter la maladie, fit preuve de courage et d’optimisme,. Il essaya de nombreux traitements : en 1926, il acheta une propriété à Warm Springs en Géorgie, où il fonda un centre d'hydrothérapie pour les patients atteints de la poliomyélite, le Roosevelt Warm Springs Institute for Rehabilitation, qui est toujours en activité. Le jour de sa première investiture présidentielle, il reçut personnellement des enfants paralytiques. Pendant sa présidence, il participa à la création de la National Foundation for Infantile Paralysis. Roosevelt cacha la dégradation de son état de santé pour pouvoir être réélu (comme deux de ses prédécesseurs et a posteriori Dwight D. Eisenhower et Kennedy). Autrement dit, être en bonne santé, est, en effet, un argument politique fort qui maximise sa popularité auprès des électeurs américains. En public, il marchait avec des attelles orthopédiques ou une canne ; en privé, il se déplaçait en fauteuil roulant. Lors de ses apparitions publiques, il était soutenu par l'un de ses fils ou par un auxiliaire. Une étude de 2003 a démontré qu’il est beaucoup plus probable que Roosevelt ait été atteint par le syndrome de Guillain-Barré que par la poliomyélite. La recherche est néanmoins compliquée car la quasi-totalité des dossiers médicaux de Roosevelt, pourtant conservés dans un coffre-fort au Walter Reed National Military Medical Center, ont disparu peu de temps après sa mort. Il est supposé que les bilans furent détruits par le médecin personnel du président, l'amiral Ross McIntire.

### Gouverneur de New York (1928-1932)

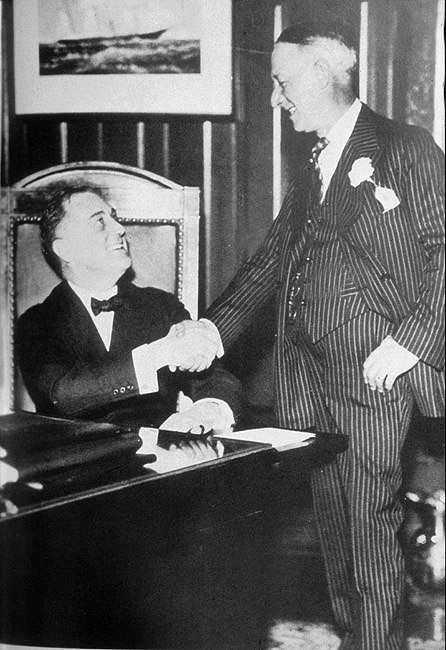
Le gouverneur Franklin Roosevelt posant aux côtés d'Al Smith (Albany, New York, 1930).

Roosevelt prit bien soin de rester en relation avec le Parti démocrate et s’allia avec Al Smith, ancien gouverneur de New York. Il se rapprocha du Tammany Hall et fut finalement élu gouverneur de l'État de New York à une courte majorité et dut cohabiter avec un Congrès à majorité républicaine.
Il prit sa charge de gouverneur en 1929 et entama aussitôt une politique novatrice et audacieuse pour l'époque : il agit en faveur des campagnes (reboisement, conservation du sol), établit des programmes sociaux comme l'office temporaire des secours d'urgence (Temporary Emergency Relief Administration), qui accordait des aides financières directes aux chômeurs. Deux concepts forts, outre un remarquable pragmatisme, dominaient son action publique. Tout d'abord l'idée qu'il était souvent nécessaire de substituer la liberté collective à la liberté individuelle, mais aussi sa grande méfiance envers l'idée de concurrence sans contrainte (« la coopération doit intervenir là où cesse la concurrence » et celle-ci « peut être utile jusqu'à une certaine limite mais pas au-delà »). C'est ainsi qu'il réduisit la durée du temps de travail pour les femmes et les enfants, lança un programme d'amélioration des hôpitaux, des prisons et renforça l'autorité publique.
Ses détracteurs l'accusèrent d'être « socialiste », dans un sens péjoratif. Roosevelt fit en effet preuve d'une grande tolérance sur les thèmes de l'immigration et de la religion, tolérance qui se manifesta par ses réserves sur la politique des quotas, sur la prohibition et sur les querelles internes au Parti démocrate entre juifs, catholiques et protestants.
C'est à cette époque que Roosevelt commença à réunir une équipe de conseillers parmi lesquels Frances Perkins et Harry Hopkins, en prévision de sa candidature au poste de président. Le principal point faible de son mandat fut la corruption de la Tammany Hall à New York. Roosevelt fut réélu en 1930 contre le républicain Charles H. Tuttle pour un deuxième mandat de gouverneur de l'État de New York.
La même année, les Boy Scouts of America (BSA) lui décernèrent la plus haute distinction pour un adulte, la Silver Buffalo Award, en l’honneur de son engagement pour la jeunesse. Roosevelt soutint le premier Jamboree et devint président honoraire des BSA.

### Élection présidentielle de 1932

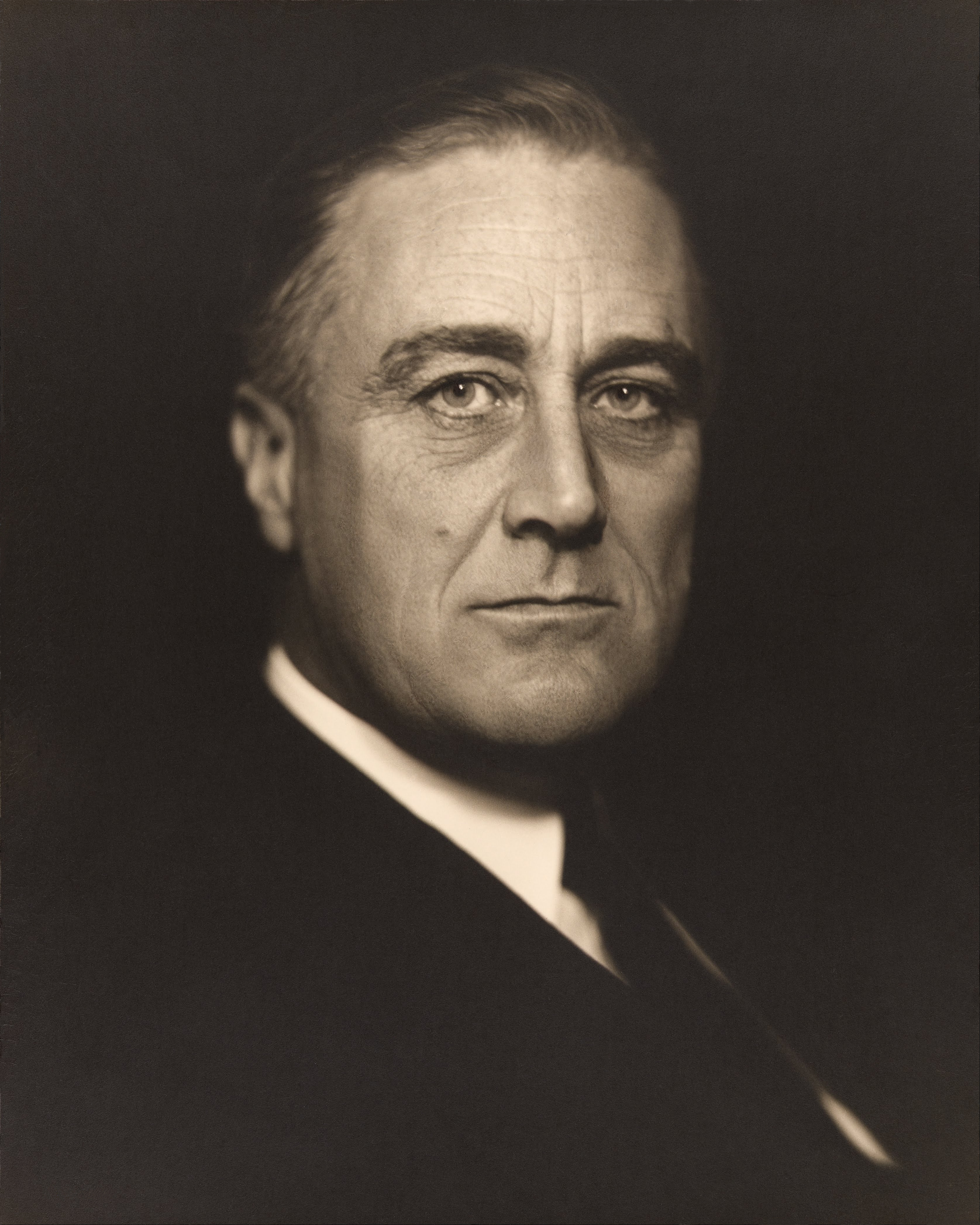
Franklin Delano Roosevelt vers 1932.

Roosevelt remplaça le catholique Al Smith à la tête du Parti démocrate de New York dès 1928. La popularité de Roosevelt dans l’État le plus peuplé de l’Union fit de lui un candidat potentiel à l'élection présidentielle de 1932. Ses adversaires à l'investiture, Albert Ritchie, le gouverneur du Maryland et William Henry Murray, celui de l'Oklahoma, étaient des personnalités locales et moins crédibles. John Nance Garner, candidat de l’aile conservatrice du parti, renonça à la nomination en échange du poste de vice-président, charge qu’il assuma jusqu’en 1941. Roosevelt resta en butte à l'hostilité affichée du président du parti, John Jakob Raskob, mais reçut le soutien financier de William Randolph Hearst, de Joseph P. Kennedy (le père du futur président John F. Kennedy), de William Gibbs McAdoo et d’Henry Morgenthau.
L’élection présidentielle se déroula dans le contexte de la Grande Dépression (1929-1939) et des nouvelles alliances politiques qui en découlaient. En 1932, Roosevelt avait récupéré physiquement de sa maladie, si ce n'est l'usage de ses jambes, et il n'hésita pas à se lancer dans une épuisante campagne électorale. Dans ses nombreux discours électoraux, Roosevelt s’attaqua aux échecs du président sortant Herbert Hoover et dénonça son incapacité à sortir le pays de la crise. Il s’adressa en particulier aux pauvres, aux travailleurs, aux minorités ethniques, aux citadins et aux Blancs du Sud en élaborant un programme qualifié de New Deal (« nouvelle donne ») : il avait prononcé cette expression lors de la Convention démocrate de Chicago le 2 juillet 1932,,. Il développa surtout les questions économiques et proposa une réduction de la bureaucratie et une abolition partielle de la Prohibition. Le programme de Roosevelt n'obéissait à aucune idéologie, bien qu'il fût d'inspiration social-démocrate et keynésienne, et n'était pas précis quant aux moyens qui devraient être mis en œuvre pour aider les Américains les plus pauvres,,,.

Résultats électoraux de 1932.

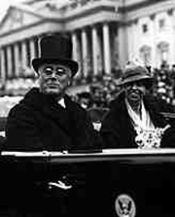
Le couple présidentiel, le jour de la première investiture de Roosevelt en 1933.

La campagne de Roosevelt fut un succès pour plusieurs raisons. Tout d'abord le candidat fit preuve de pédagogie et sut convaincre les Américains par ses talents d’orateur. Il parcourut près de 50 000 kilomètres à travers tout le pays pour convaincre ses électeurs. De plus, Roosevelt avait mûri politiquement sous l'influence de personnalités comme Louis McHenry Howe, l'un de ses associés, ou Josephus Daniels, son ministre de tutelle à la Marine. Il ne faut pas négliger non plus le rôle des conseillers du gouverneur qu'il fut, tels Raymond Moley, Rexford Tugwell et Adolf Augustus Berle, tous les trois chercheurs et universitaires, généralement de Columbia. Ces hommes, avec Bernard Baruch, un financier ancien chef du War Industries Board durant la Première Guerre mondiale, ou encore Harry Hopkins, son confident, constituèrent ensuite le célèbre « Brain Trust » du président. Cependant, le succès de Roosevelt fut surtout dû à l'extrême impopularité du président Hoover et de sa politique de « laisser-faire » ayant largement aggravé la crise de 1929.
Le 8 novembre 1932, Roosevelt recueillit 57 % des voix, et le Collège électoral lui était favorable dans 42 États sur 48. Le Congrès était acquis au Parti démocrate. Les États de l’Ouest, du Sud et les zones rurales le plébiscitèrent. Les historiens et les politologues considèrent que les élections de 1932-1936 ont fondé une nouvelle coalition autour des démocrates et le 5e système de partis.
Le 15 février 1933, Roosevelt échappa à un attentat alors qu’il prononçait un discours impromptu depuis l'arrière de sa voiture décapotable à Bayfront Park à Miami, en Floride. L’auteur des coups de feu était Giuseppe Zangara, un anarchiste d’origine italienne dont les motivations étaient d’ordre personnel. Il fut condamné à 80 ans de réclusion, puis à la peine de mort, car le maire de Chicago Anton Cermak mourut des blessures reçues pendant l’attentat. La plupart des historiens pensent que Zangara tenta d'assassiner Roosevelt, mais le manqua et toucha Cermak. D'autres cependant pensent que Frank Nitti avait donné ordre de tuer Cermak, et que le contrat avait été offert à Zangara. Celui-ci est connu pour avoir été tireur d'élite dans l'armée italienne avant d'émigrer en Amérique, ce qui amène certains à spéculer que Cermak était bel et bien la cible,

### Président des États-Unis (1933-1945)
Lorsque Franklin Roosevelt prit ses fonctions de président des États-Unis le 4 mars 1933, le pays était plongé dans une grave crise économique : 24,9 % de la population active, soit plus de 12 millions de personnes, étaient alors au chômage,, et deux millions d’Américains étaient sans-abri. Entre 1930 et 1932, 773 établissements bancaires firent faillite. Roosevelt choisit comme conseillers trois économistes de l'école de Simon Patten. Le Bank Holiday cacha le Glass-Steagall Act qui a notamment permis de détruire les comptes spéculatifs faisant pression sur la société américaine. Ensuite, Roosevelt permit la création d'une monnaie nationale publique, créant de l'argent par rapport aux futures productions, qui subventionna le National Industrial Recovery Act. Lors de son discours inaugural, Roosevelt dénonça la responsabilité des banquiers et des financiers dans la crise ; il présenta son programme directement aux Américains par une série de discussions radiophoniques connues sous le nom de fireside chats (« causeries au coin du feu »). Le premier cabinet de l'administration Roosevelt comprenait une femme pour la première fois de l'histoire politique américaine : il s'agissait de Frances Perkins, qui occupa le poste de secrétaire au Travail jusqu'en juin 1945.

#### Premier mandat (1933-1937)

##### Premier New Deal (1933-1937)

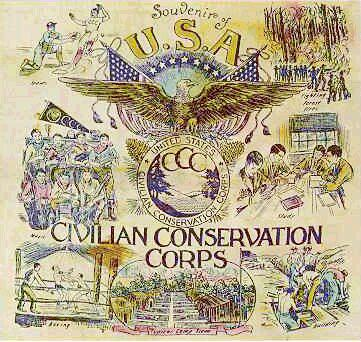
CCC. (Corps civil de protection de l'environnement)

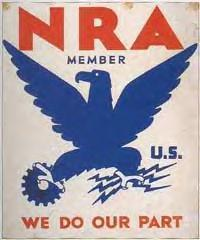
L'aigle bleu (Blue Eagle), symbole de la NRA (National Recovery Administration)

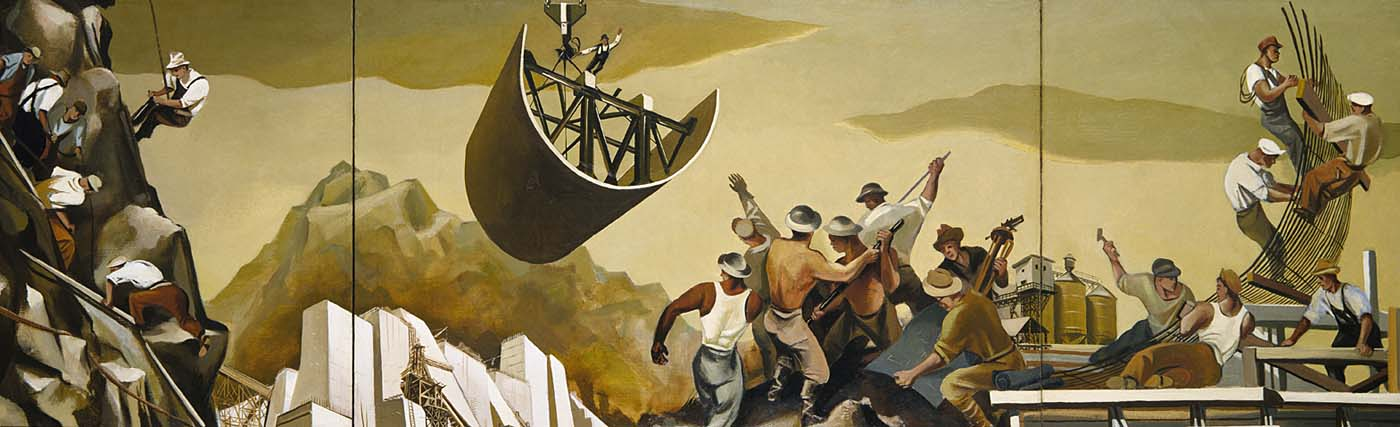
William Gropper : Construction d'un barrage, une œuvre subventionnée par la WPA (Work Projects Administration), 1939.

Au début de son mandat, Roosevelt prit de nombreuses mesures pour rassurer la population et redresser l’économie. Entre le 4 mars et le 16 juin, il proposa 15 nouvelles lois qui furent toutes votées par le Congrès. Le premier New Deal ne fut pas une politique socialiste et Roosevelt gouverna plutôt au centre. Entre le 9 mars et le 16 juin 1933, période de cent jours qui correspond à la durée de la session du Congrès américain, il fit passer un nombre record de projets de loi qui furent facilement adoptés grâce à la majorité démocrate, au soutien de sénateurs comme George William Norris, Robert F. Wagner ou Hugo Black, mais aussi grâce à l’action de son Brain Trust, l'équipe de ses conseillers issus pour la plupart de l'université Columbia. Pour expliquer ces succès politiques, les historiens invoquent également la capacité de séduction de Roosevelt et son habileté à utiliser les médias.
Comme son prédécesseur Herbert Hoover, Roosevelt considérait que la crise économique résultait d’un manque de confiance qui se traduisait par une baisse de la consommation et de l’investissement. Il s’efforça donc d’afficher son optimisme. Au moment des faillites bancaires du 4 mars 1933, son discours d'investiture, entendu à la radio par quelque deux millions d'Américains, comportait cette déclaration restée célèbre : « The only thing we have to fear is fear itself » (« la seule chose que nous ayons à craindre, c’est la crainte elle-même »),,. Le jour suivant, le président décréta un congé pour les banques afin d’enrayer la panique causée par les faillites, et annonça un plan pour leur prochaine réouverture.
Le 9 mars 1933 passe l'Emergency Banking Act (approximativement : « Loi de secours bancaire ») au Congrès, suivi le 5 avril de l'Ordre exécutif présidentiel 6102 requérant des possesseurs de pièces d'or de les retourner au Trésor américain. En trente jours, un tiers de l'or en circulation est retourné au Trésor. Le 28 août le président Roosevelt publie une autre ordonnance enjoignant à tout possesseur d'or d'enregistrer ses avoirs auprès du Trésor public.
Roosevelt poursuivit le programme de Hoover contre le chômage placé sous la responsabilité de la toute nouvelle Federal Emergency Relief Administration (FERA). Il reprit également la Reconstruction Finance Corporation pour en faire une source majeure de financement des chemins de fer et de l’industrie. Parmi les nouvelles agences les plus appréciées de Roosevelt figurait le « corps de préservation civile » (Civilian Conservation Corps, CCC), qui embaucha 250 000 jeunes chômeurs dans différents projets locaux. Le Congrès confia de nouveaux pouvoirs de régulation à la Federal Trade Commission et des prêts hypothécaires à des millions de fermiers et de propriétaires. En outre, le 31 janvier 1934, le dollar fut dévalué de 75 % par rapport à l'or, de 20 $ l'once à 35 $, ce qui eut pour effet de relancer les exportations. L'entrée de devises qui en résultera va permettre une amélioration du solde de la balance commerciale, et à plus forte raison, de celle de la balance des paiements.
Les réformes économiques furent entreprises grâce au National Industrial Recovery Act (NIRA) de 1933. Cependant la cour suprême le déclara anticonstitutionnel par une décision du 27 mai 1935. Le NIRA établissait une planification économique, un salaire minimum et une baisse du temps de travail ramené à 36 heures hebdomadaires. Le NIRA instaurait également plus de liberté pour les syndicats. Les buts attendus de cet agent de régulation sont essentiellement la maîtrise de l'activité économique, le soutien du pouvoir d'achat de la population, la création d'emplois et le respect des droits aussi bien des ouvriers et des employés que des patrons.
Roosevelt injecta d'énormes fonds publics dans l’économie : le NIRA dépensa ainsi 3,3 milliards de dollars par l’intermédiaire de la Public Works Administration sous la direction de Harold LeClair Ickes. Le président travailla avec le sénateur républicain George William Norris pour créer la plus grande entreprise industrielle gouvernementale de l’histoire américaine, la Tennessee Valley Authority (TVA) : celle-ci permit de construire des barrages et des stations hydroélectriques, de moderniser l’agriculture et d’améliorer les conditions de vie dans la vallée du Tennessee. En avril 1933, l'abrogation du Volstead Act qui définissait la prohibition, permit à l’État de lever de nouvelles taxes.
Roosevelt essaya de tenir ses engagements de campagne sur la réduction des dépenses publiques : mais il souleva l’opposition des vétérans de la Première Guerre mondiale en diminuant leurs pensions (jusqu'à 40 %). Il fit des coupes sévères dans le budget des armées ; il baissa le salaire et le nombre des fonctionnaires par l'Economy Act le 20 mars 1933. Il réduisit également les dépenses dans l’éducation et la recherche.
Le relèvement de l’agriculture fut l’une des priorités de Roosevelt comme en témoigne le premier Agricultural Adjustment Administration (AAA) qui devait faire remonter les prix agricoles par la réduction de l'offre agricole. Son action fut critiquée car elle imposait de détruire les récoltes alors qu'une partie de la population était mal nourrie. En plus de la destruction des ressources agricoles (mise en jachère des terres et destruction des récoltes lorsque la baisse des prix des produits agricoles est jugée trop forte), les subventions octroyées aux agriculteurs étaient financées par un impôt prélevé sur les dépenses de consommation de produits agricoles ; ces soutiens n'ont profité qu'aux propriétaires et non pas ou très peu aux ouvriers agricoles.[réf. nécessaire]Par ailleurs, le Farm Credit Act fut voté pour réduire l'endettement des agriculteurs.
À la suite des rigueurs de l’hiver 1933-1934, la Civil Works Administration fut fondée et employa jusqu’à 4,5 millions de personnes ; l'agence engagea des travailleurs pour des activités très diverses telles que des fouilles archéologiques ou la réalisation de peintures murales. Malgré ses réussites, elle fut dissoute après l’hiver.
Roosevelt a été sévèrement attaqué durant la première partie de sa présidence par les élites économiques, la presse et d'anciens dirigeants de son propre parti. Il est régulièrement décrit dans la presse comme un dictateur, un communiste ou un fasciste. Le Chicago Tribune tenait un compte à rebours du temps qu'il restait avant les élections de 1936, indiquant en première page : « Plus que X jours pour sauver notre pays. »

##### DeuxièmeNew Dealet leWelfare State

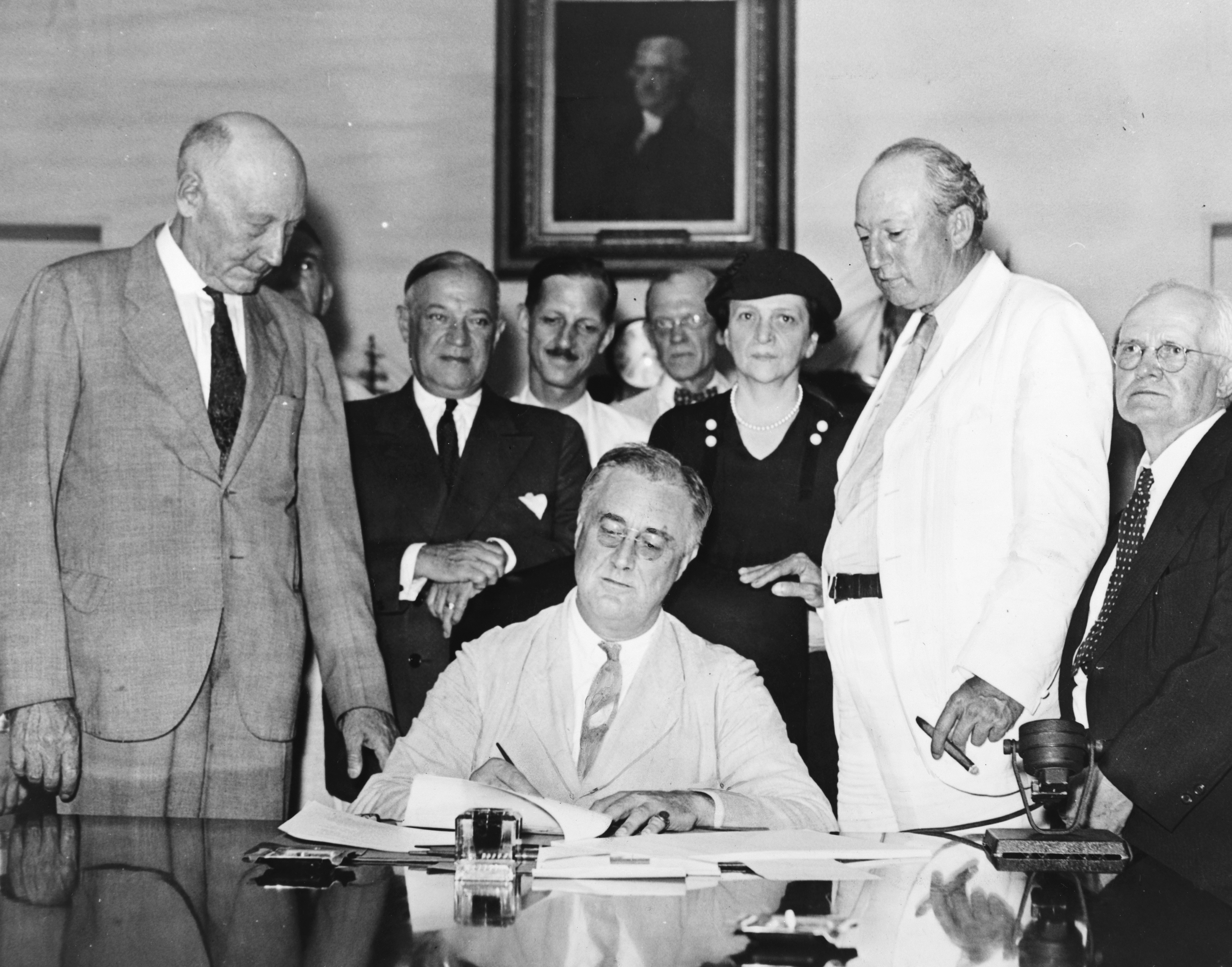
Le président Franklin Roosevelt signant le Social Security Act, le 14 août 1935.

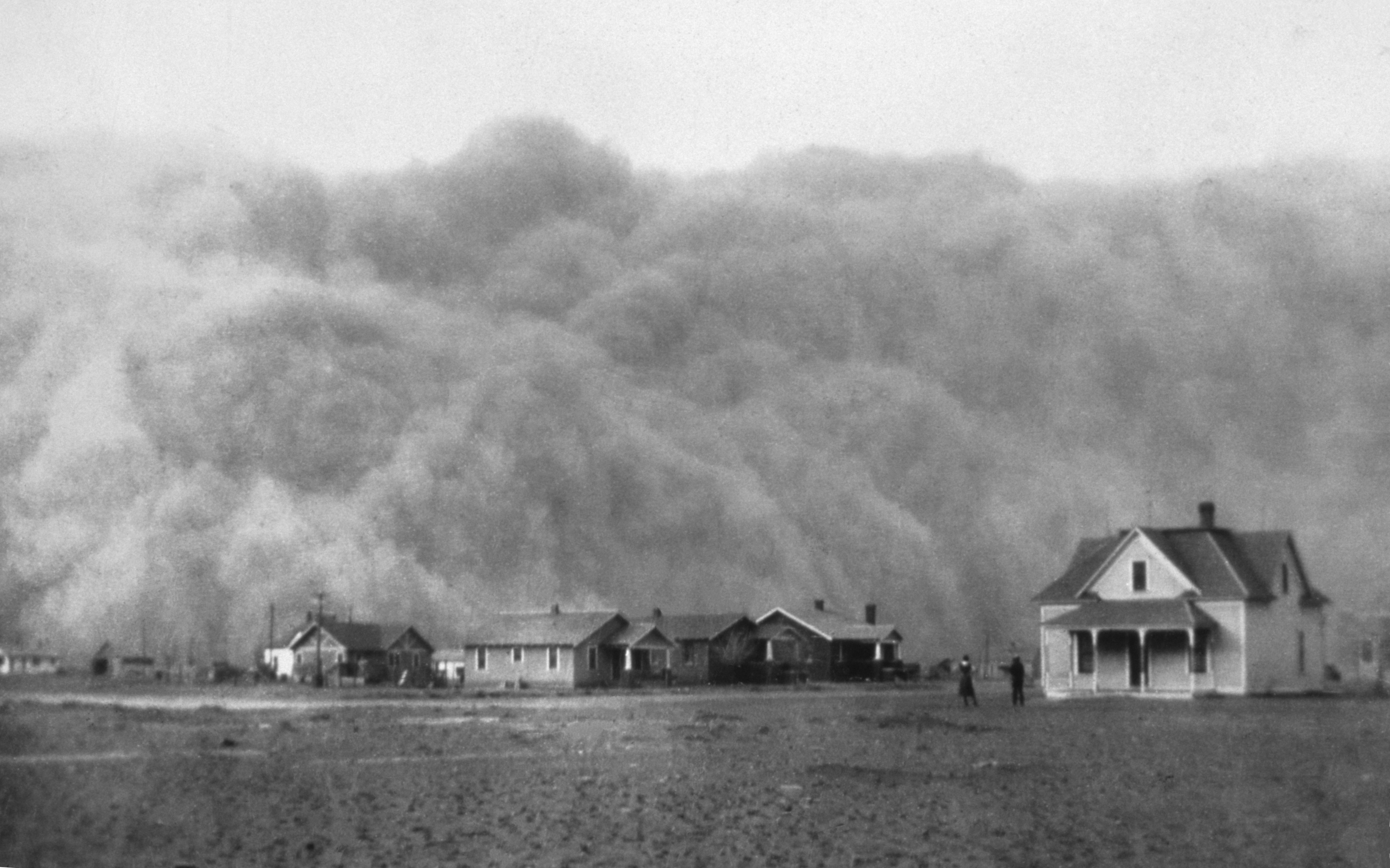
Tempête de poussière (Dust Bowl) au Texas en 1935.

À partir de 1934, la politique de Franklin Roosevelt s’orienta à gauche avec la création de l’État-providence (Welfare State).
Les élections législatives de 1934 donnèrent à Roosevelt une large majorité aux deux chambres du Congrès. Le président put continuer ses réformes afin de relancer la consommation et de faire baisser le chômage. Cependant, le taux de chômage restait à un niveau très élevé (12,5 % en 1938). Le 6 mai 1934, le président crée l'Administration chargée de l'avancement des travaux (Work Projects Administration), dirigée par Harry Hopkins. Elle employa jusqu'à 3,3 millions de personnes en 1938 sur des chantiers divers : réalisation de routes, de ponts, de bâtiments publics… Les professeurs enseignaient la langue anglaise aux immigrants, les acteurs jouaient des pièces de théâtre jusque dans les petites villes, les peintres comme Jackson Pollock recevaient des commandes. L'Administration nationale de la jeunesse (National Youth Administration) fut fondée en juin 1935 pour faire baisser le chômage des jeunes et les encourager à faire des études. L'Administration pour la réinstallation (Resettlement Administration), créée en avril 1935, fut placée sous la direction de Rexford Tugwell pour réduire la pauvreté des agriculteurs. Elle fut remplacée par l'Administration pour la sécurité agricole (Farm Security Administration) en 1937.
Le 28 mai 1934, Roosevelt rencontra l’économiste anglais John Maynard Keynes, entrevue qui se passa mal, ce dernier estimant que le président américain ne comprenait rien à l'économie.
Le 6 juin 1934, le Securities Exchange Act permit la création de la Securities and Exchange Commission (Commission des titres financiers et des bourses) qui règlementait et contrôle les marchés financiers. Roosevelt nomma Joseph P. Kennedy, le père de John Fitzgerald Kennedy, comme premier président de la SEC.
Le Social Security Act prévoyait pour la première fois à l’échelon fédéral la mise en place d’une sécurité sociale pour les retraités, les pauvres et les malades. La loi sur les retraites fut signée le 14 août 1935. Le financement devait reposer sur les cotisations des employeurs et des salariés pour ne pas accroître les dépenses de l'État fédéral.
Le sénateur Robert Wagner rédigea le Wagner Act, qui fut ensuite adopté sous le nom de National Labor Relations Act. Cette loi signée le 5 juillet 1935 établissait le droit au niveau fédéral pour les travailleurs d’organiser des syndicats, d’engager des négociations collectives. Elle fondait le Bureau national des relations au sein du travail (National Labor Relations Board) qui devait protéger les salariés contre les abus des employeurs. Le nombre de syndiqués augmenta fortement à partir de ce moment.
Le deuxième New Deal fut attaqué par des démagogues tels que le père Coughlin, Huey Pierce Long ou encore Francis Townsend. Mais il suscita également l’opposition des démocrates les plus conservateurs emmenés par Al Smith. Avec l’American Liberty League, ce dernier critiqua Roosevelt et le compara à Karl Marx et Vladimir Ilitch Lénine. Le 27 mai 1935, la Cour suprême des États-Unis s'opposa à l’une des lois du New Deal, donnant au gouvernement fédéral des pouvoirs sur les industriels. Elle décréta unanimement que le National Recovery Act (NRA) n'était pas constitutionnel car il donnait un pouvoir législatif au président. Ce fut un premier échec pour Roosevelt mais aussi pour le gouvernement fédéral face aux États et aux intérêts individuels. Le monde des affaires se montra également hostile au « type de la Maison-Blanche ». Enfin, Roosevelt était critiqué pour avoir creusé le déficit du budget fédéral, qui passa de 2,6 milliards de dollars en 1933 à 4,4 milliards de dollars en 1936.
Favorable à la retraite par répartition, Roosevelt déclara à un journaliste qui lui suggérait de financer les retraites par l’impôt : « Je suppose que vous avez raison sur un plan économique, mais le financement n’est pas un problème économique. C’est une question purement politique. Nous avons instauré les prélèvements sur les salaires pour donner aux cotisants un droit légal, moral et politique de toucher leurs pensions […]. Avec ces cotisations, aucun fichu politicien ne pourra jamais démanteler ma sécurité sociale ».

#### Deuxième mandat (1937-1941)

##### Réélection
Après quatre ans de présidence, l'économie avait progressé mais restait encore fragile. En 1937, 7,7 millions d'Américains étaient au chômage soit 14 % de la population active,. À l'élection présidentielle de novembre 1936, Roosevelt fut confronté à un candidat républicain sans réelle envergure, Alf Landon, dont le parti était désuni. Il réussit à réunir sous sa bannière l'ensemble des forces opposées « aux financiers, aux banquiers et aux spéculateurs imprudents ». Cet ensemble électoral multi-ethnique, multi-religieux essentiellement urbain devint ensuite le réservoir de voix du Parti démocrate. Roosevelt fut réélu pour un deuxième mandat. Sa victoire écrasante dans 46 États sur 48, obtenue avec un écart de 11 millions de voix,, contredisait tous les sondages et les prévisions de la presse. Elle indiquait un fort soutien populaire à sa politique de New Deal et se traduisit par une super majorité du Parti démocrate dans les deux chambres du Congrès (75 % des sièges étaient détenus par les Démocrates).

##### Politique intérieure
Par rapport à la période de son premier mandat, peu de grandes législations furent adoptées lors du second mandat : ainsi l’United States Housing Authority qui faisait partie du New Deal (1937), un deuxième ajustement pour l’agriculture ainsi que le Fair Labor Standards Act (FLSA) de 1938 qui créa un salaire minimum. Lorsque l’économie se détériora à nouveau fin de l’année 1937, Roosevelt lança un programme agressif de stimulation de celle-ci en demandant au Congrès 5 milliards de dollars pour lancer des travaux publics dans le but de créer 3,3 millions d’emplois en 1938.
La Cour suprême des États-Unis était l’obstacle principal empêchant Roosevelt de réaliser ses programmes. Roosevelt étonna le Congrès en 1937 en proposant une loi lui offrant la possibilité de nommer cinq nouveaux magistrats (connu sous le nom de court-packing plan). Cette demande fut accueillie par une large opposition comprenant même des membres de son propre parti dont le vice-président John Nance Garner car il semblait aller à l’encontre de la séparation des pouvoirs. Les propositions de Roosevelt furent ainsi rejetées. Des décès et des départs à la retraite de membres de la Cour suprême permirent néanmoins à Roosevelt de nommer assez rapidement de nouveaux magistrats avec peu de controverse. Entre 1937 et 1941, il nomma huit juges à la Cour suprême.
Le marché boursier connut une rechute dans l'été 1937, la production s'effondra et le chômage grimpa à 19 % de la population active en 1938. En 1938, le président réagit en demandant une rallonge financière au Congrès, en présentant une loi sur l'aide au logement, en aidant les agriculteurs (deuxième AAA en février 1938). Le 25 juin 1938 fut votée la loi sur les salaires et la durée du travail (Fair Labor Standards Act). La durée hebdomadaire du travail fut abaissée à 44 heures puis à 40 heures.
Roosevelt obtint le soutien des Communistes américains et de l’union des syndicats qui connaissaient alors une forte progression mais ceux-ci se séparèrent à la suite de querelles internes au sein de l'AFL et du CIO mené par John L. Lewis. Ces querelles affaiblirent le parti démocrate lors des élections de 1938 à 1946.

##### Oppositions
Le deuxième mandat de Roosevelt a été marqué par la montée des oppositions. Ces dernières s'exprimèrent d'abord dans les contre-pouvoirs, la Cour suprême et le Congrès, y compris dans les rangs démocrates, mais aussi dans les journaux où les caricatures et les éditoriaux n'hésitaient pas à critiquer l'action présidentielle. La presse fit état des scandales qui touchaient la famille du président. Les conservateurs l'accusaient d'être trop proche des communistes et attaquèrent la WPA. Les groupuscules et leaders fascistes tels que le Front chrétien du père Coughlin, lancèrent une croisade contre le Jew Deal mais qui trouva peu d'écho,.
Déterminé à surmonter l’opposition conservatrice chez les Démocrates du Congrès (pour la plupart en provenance des États du Sud), Roosevelt s’impliqua lui-même lors des primaires de 1938 en apportant son soutien aux personnes favorables à la réforme du New Deal. Roosevelt ne réussit qu'à déstabiliser le Démocrate conservateur de la ville de New York. Il dut préserver l'équilibre politique pour pouvoir conserver sa majorité et ménagea les Démocrates du Sud du pays en ne remettant pas en cause la ségrégation contre les Noirs.
Lors des élections de mi-mandat en novembre 1938, les Démocrates perdirent sept sièges au Sénat et 72 sièges à la Chambre des représentants. Les pertes se concentraient chez les Démocrates favorables au New Deal. Lorsque le Congrès fut réuni début 1939, les Républicains menés par le sénateur Robert Taft formèrent une coalition conservatrice avec les Démocrates conservateurs du Sud du pays ce qui empêchait Roosevelt de transformer ses programmes en lois. La loi de 1938 sur le salaire minimum fut ainsi la dernière réforme du New Deal à être entérinée par le Congrès.

#### Bilan duNew Deal

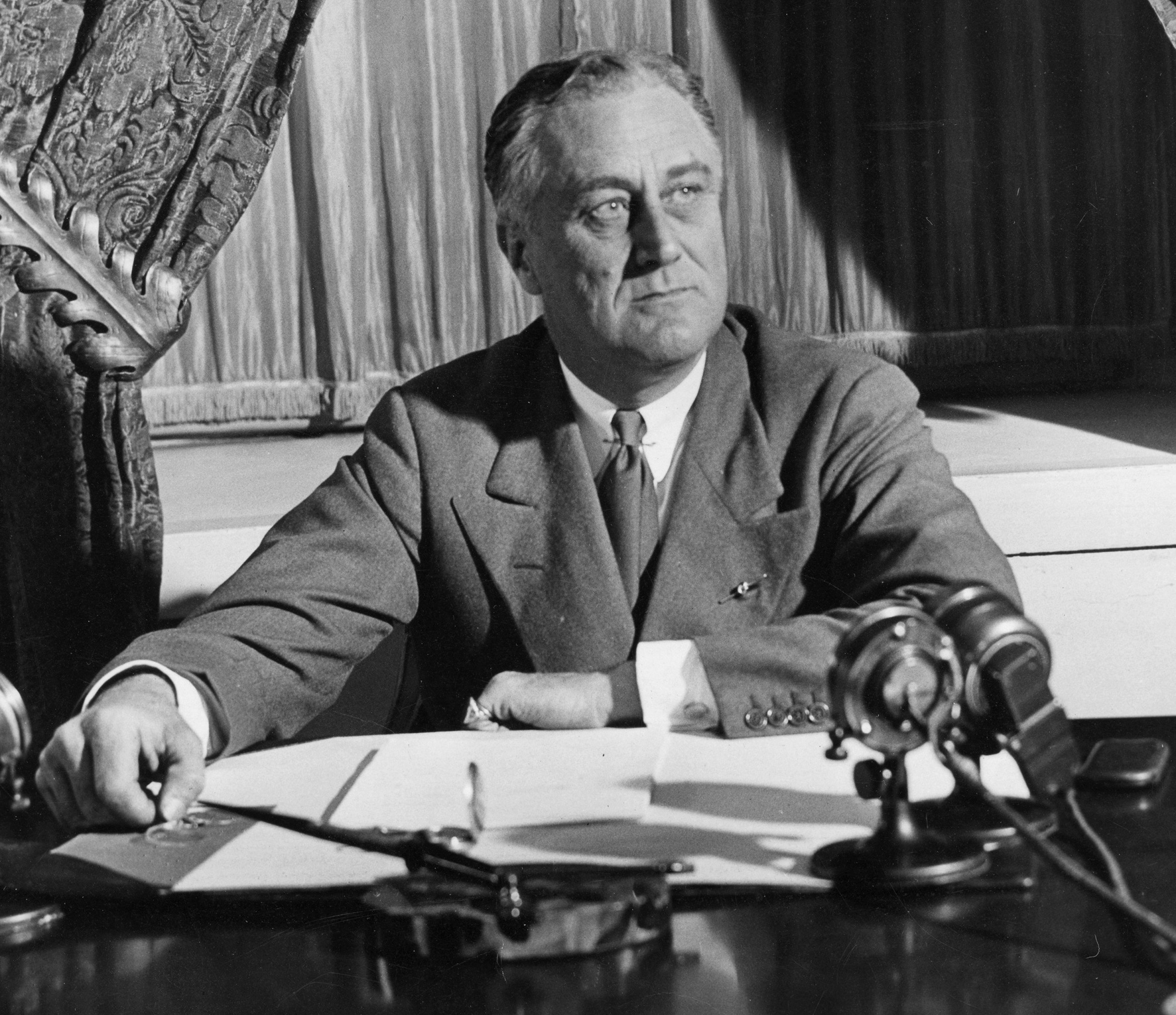
Franklin Roosevelt utilisait souvent la radio pour expliquer sa politique aux Américains.

L'efficacité du New Deal en matière économique reste discutée aujourd'hui, puisque cette politique visait au premier chef à lutter contre la crise et que celle-ci perdura jusqu’à ce que l’Amérique mobilise son économie pour la Seconde Guerre mondiale. Son succès fut en revanche indéniable dans le domaine social. La politique menée par le président Franklin Roosevelt a changé le pays par des réformes et non par la révolution.
Sur le plan économique, la situation était meilleure qu'en 1933 qui avait constitué le moment le plus difficile de la crise : la production industrielle avait retrouvé son niveau de 1929. En prenant comme base 100 la situation de 1929, le PNB en prix constants était de 103 en 1939, 96 pour le PNB/hab. Cependant, le chômage était toujours massif : 17 % de la population active américaine se trouvait au chômage en 1939 et touchait 9,5 millions de personnes. Ils recevaient une allocation chômage, ce qui représentait un progrès par rapport à l'avant New Deal. La population active avait augmenté de 3,7 millions de personnes entre 1933 et 1939.
Le New Deal inaugurait en outre une période d'interventionnisme étatique dans de nombreux secteurs de l'économie américaine : bien qu'il n'y avait pas eu de nationalisations comme dans la France du Front populaire, les agences fédérales avaient développé leurs activités, employé davantage de fonctionnaires issus de l'université. Ainsi, les mesures du New Deal ont posé les bases de la future superpuissance américaine. Sur le plan politique, le pouvoir exécutif et le cabinet présidentiel avaient renforcé leur influence, sans pour autant faire basculer le pays dans la dictature. Roosevelt avait su instaurer un lien direct avec le peuple, par les nombreuses conférences de presse qu'il avait tenues, mais aussi par l'utilisation de la radio (« causeries au coin du feu » hebdomadaires) et ses nombreux déplacements. Le New Deal a permis une démocratisation de la culture et la réconciliation des artistes avec la société. L'esprit du New Deal a imprégné le pays : le cinéma et la littérature s'intéressaient davantage aux pauvres et aux problèmes sociaux. La Work Projects Administration (1935) mit en route de nombreux projets dans le domaine des arts et de la littérature, en particulier les cinq programmes du fameux Federal One. La WPA permit la réalisation de 1 566 peintures nouvelles, 17 744 sculptures, 108 099 peintures à l’huile et de développer l'enseignement artistique. À la fin du New Deal, le bilan était mitigé : si les artistes américains avaient été soutenus par des fonds publics et avaient acquis une reconnaissance nationale, cette politique culturelle fut interrompue par la Seconde Guerre mondiale et la mort de Roosevelt en 1945.

#### Politique étrangère (1933-1941)

##### Entre isolationnisme et interventionnisme

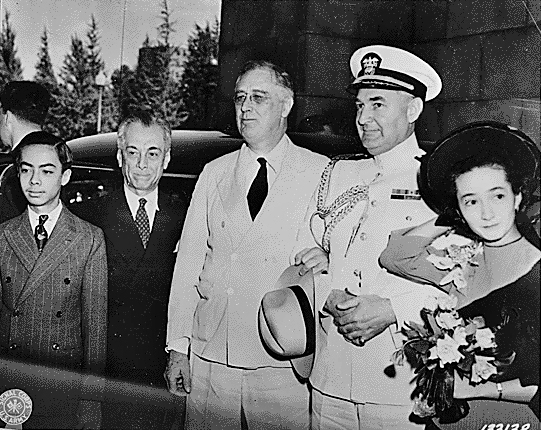
Le président Roosevelt accueille le président des Philippines Manuel Quezón, à Washington D.C.

Entre l'arrivée au pouvoir d'Adolf Hitler et l'entrée en guerre des États-Unis, Roosevelt dut prendre position sur les différentes questions internationales en tenant compte du Congrès et de l'opinion américaine. Il fut partagé entre l'interventionnisme défini par le président Wilson et l'isolationnisme qui consistait à tenir son pays en dehors des affaires européennes. La politique étrangère de Roosevelt fit l'objet de nombreuses controverses.
Franklin Delano Roosevelt connaissait bien l'Europe, l'Amérique latine et la Chine. Au début de sa carrière politique, il fut d'abord partisan de l'interventionnisme et soucieux de l'influence américaine à l'étranger : dans les années 1920, il était favorable aux idées wilsonniennes. En 1933, il choisit comme secrétaire d'État Cordell Hull, qui s'oppose au protectionnisme économique et au repli des États-Unis. Le 16 novembre 1933, le gouvernement américain reconnut officiellement l’Union soviétique et établit des relations diplomatiques avec ce pays.
Cependant, Roosevelt changea rapidement de position sous la pression du Congrès, du pacifisme ou du nationalisme de l'opinion publique, et fit entrer les États-Unis dans une phase d'isolationnisme, tout en condamnant moralement les agressions des dictatures fascistes.

##### Politique de bon voisinage
Le président inaugura la « politique de bon voisinage » (Good Neighboring policy) avec l'Amérique latine et s'éloigna de la doctrine Monroe qui prévalait depuis 1823. En décembre 1933, il signa la convention de Montevideo sur les droits et devoirs des États, et renonça au droit d'ingérence unilatérale dans les affaires sud-américaines. En 1934, il fit abroger l'amendement Platt qui permettait à Washington d'intervenir dans les affaires intérieures de la république de Cuba. Les États-Unis abandonnaient le protectorat sur Cuba issu de la guerre contre l’Espagne. La même année, les Marines quittèrent Haïti et le Congrès vota la transition vers l’indépendance des Philippines qui ne fut effective que le 4 juillet 1946. En 1936, le droit d'intervention au Panama fut aboli, mettant fin au protectorat américain sur ce pays.

##### Neutralité américaine
Face aux risques de guerre en Europe, Roosevelt eut une attitude qui a pu paraître ambiguë : il s'évertua officiellement à maintenir les États-Unis dans la neutralité, tout en faisant des discours qui laissaient entendre que le président souhaitait aider les démocraties et les pays attaqués.
Le 31 août 1935, il signa la loi sur la neutralité (Neutrality Act) des États-Unis au moment de la seconde guerre italo-éthiopienne : elle interdisait les livraisons d'armes aux belligérants. Elle fut appliquée à la guerre entre l’Italie et l’Éthiopie, puis à la guerre civile en Espagne. Roosevelt désapprouvait cette décision car il estimait qu'elle pénalisait les pays agressés et qu'elle limitait le droit du président américain d'aider les États amis. La loi de neutralité fut reconduite avec davantage de restrictions le 29 février 1936 (interdiction des prêts aux belligérants) et le 1er mai 1937 (clause cash and carry — « payé et emporté » — qui autorisait les clients à venir chercher eux-mêmes les marchandises aux États-Unis et à les payer comptant). En janvier 1935, Roosevelt proposa que les États-Unis participassent à la Cour permanente de justice internationale ; le Sénat, pourtant majoritairement démocrate, refusa d'y engager le pays.
Face à l'isolationnisme du Congrès et à sa propre volonté d'intervenir qui brouillaient la politique étrangère américaine, Roosevelt déclara : « Les États-Unis sont neutres, mais personne n'oblige les citoyens à être neutres. » En effet, des milliers de volontaires américains ont participé à la guerre d'Espagne (1936-1939) contre les Franquistes dans la brigade Abraham Lincoln ; d'autres se sont battus en Chine dans l'American Volunteer Group qui formaient « Les Tigres volants » de Claire Lee Chennault et plus tard les volontaires des Eagle Squadrons au sein de la Royal Air Force dans la bataille d'Angleterre. Lorsque la guerre sino-japonaise se déclencha en 1937, l’opinion publique favorable à la Chine permit à Roosevelt d’aider ce pays de plusieurs façons.

#### Préparation à la guerre
Le 5 octobre 1937 à Chicago, Roosevelt prononça un discours en faveur de la mise en quarantaine de tous les pays agresseurs qui seraient traités comme une menace pour la sécurité publique. En décembre 1937, au moment du massacre de Nankin en Chine, les avions japonais coulèrent la canonnière américaine Panay sur le Yangzi Jiang. Washington obtint des excuses mais la tension monta rapidement entre les États-Unis et l'Empire du Soleil Levant. En mai 1938, le Congrès vota des crédits pour le réarmement. Le président américain fit publiquement part de son indignation face aux persécutions antisémites en Allemagne (nuit de Cristal, 1938) mais les États-Unis refusèrent aux 908 réfugiés juifs allemands du paquebot Saint Louis de débarquer aux États-Unis (ils seront accueillis par la France, la Belgique, la Grande-Bretagne et les Pays-Bas). Il rappela son ambassadeur à Berlin mais sans fermer la représentation diplomatique. À partir de 1938, l'opinion américaine se rendit progressivement compte que la guerre était inévitable et que les États-Unis devraient y participer. Roosevelt prépara dès lors le pays à la guerre, sans entrer directement dans le conflit. Ainsi, il lança en secret la construction de sous-marins à long rayon d’action qui auraient pu bloquer l’expansionnisme du Japon.
Lorsque la Seconde Guerre mondiale se déclencha en septembre 1939, Roosevelt rejeta la proposition de neutralité du pays et chercha des moyens pour aider les pays alliés d’Europe. Il fit du 11 octobre 1939 le Pulaski Day en soutien des Polonais. Le 4 novembre 1939, Roosevelt obtint l'abrogation de l'embargo automatique sur les armes et les munitions. Il commença aussi une correspondance secrète avec Winston Churchill pour déterminer le soutien américain au Royaume-Uni.

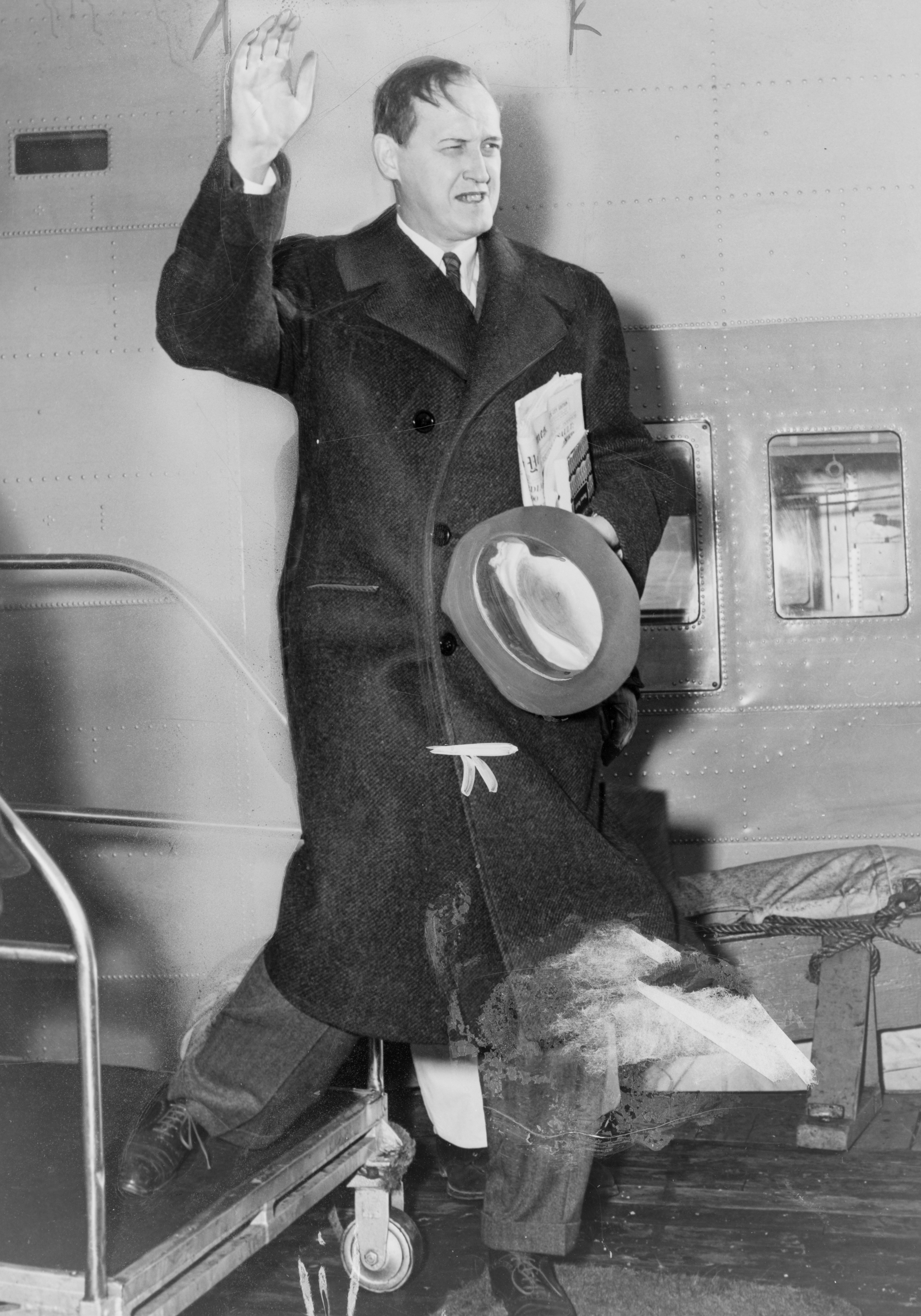
Harry Hopkins l'un des principaux conseillers de Roosevelt.

Roosevelt se tourna vers Harry Hopkins qui devint son conseiller en chef en temps de guerre. Ils trouvèrent des solutions innovantes pour aider le Royaume-Uni comme l’envoi de moyens financiers à la fin de 1940. Le Congrès se ravisa petit à petit en faveur d’une aide aux pays attaqués et c’est ainsi qu’il alloua une aide en armements de 50 milliards de dollars à différents pays dont la république de Chine et l'Union soviétique entre 1941 et 1945. Contrairement à la Première Guerre mondiale, ces aides ne devaient pas être remboursées après la guerre. Il se forgea d’excellentes relations avec Churchill qui devint Premier ministre du Royaume-Uni en mai 1940.
Ce même mois de mai, l’Allemagne nazie envahit le Danemark, les Pays-Bas, la Belgique, le Luxembourg, et la France en laissant seul le Royaume-Uni face au danger d’une invasion allemande. À la suite de ces victoires éclairs en Europe, l’Allemagne d’Hitler se tourna vers l’Est, l’Union soviétique. L’invasion allemande força l’Union soviétique à entrer dans le conflit. Bien que les États-Unis, grâce à leurs positionnements géographique, ne craignaient pour l’instant aucune attaque, l’entrée en guerre de l’Union soviétique fut un tournant majeur dans la décision des États-Unis de participer à la guerre. En effet, l’Allemagne était en conflit sur deux fronts, ce qui changea complètement le scénario de la guerre. Pourtant le rôle des États-Unis ne fut pas encore défini. Face à maintes incertitudes, Roosevelt se questionnait sur la nécessité d’entrer en guerre, et si oui de quelle façon. Ses craintes se concentraient sur plusieurs points : En tant que pays capitaliste, les États-Unis doivent-ils aider les Communistes ? Les États-Unis sont-ils assez puissants pour se confronter à l’Allemagne ? Est-ce que le Japon représente une menace pour les États-Unis ?
Roosevelt mit au pouvoir en juillet 1940 deux chefs républicains Henry Lewis Stimson et Frank Knox comme secrétaire à la Guerre et secrétaire à la Marine. La chute de Paris choqua l’opinion américaine et le sentiment d'isolationnisme baissa petit à petit. Tout le monde se mit d’accord pour renforcer l’armée américaine mais certaines réticences à l’entrée en guerre eurent la dent dure encore un moment. Roosevelt demanda au Congrès de faire la première conscription de troupes en temps de paix du pays en septembre 1940,, et ceci malgré sa déclaration publique faite la même année aux citoyens américains comme quoi « vos garçons ne seront pas envoyés dans une guerre étrangère ». Il recommença en 1941.

##### Dilemme de la déclaration de guerre
En 1940, les États-Unis cherchaient à éviter un nouveau conflit mondial.
Roosevelt était conscient de cette atmosphère craintive. Il savait cependant que le Congrès ne suivrait aucune demande sans que les États-Unis y soient forcés. Il lui fallait donc attendre un événement majeur, capable de persuader les isolationnistes d’entrer en guerre officiellement.

###### Lend-leaseà l'URSS
Lorsque l'Union soviétique fut attaquée par l’Allemagne le 22 juin 1941, sa demande d’armement supplémentaire, créa une opinion populaire partagée. Pour beaucoup c’était un débat idéologique. On vit ce conflit entre le régime totalitaire d’Hitler et communiste de Staline comme une bonne chose. De plus, une majorité pensait qu’Hitler en aurait vite terminé avec l'URSS.
En effet, la décision d’aider l’Union soviétique n’était pas facile à prendre. Même si ce choix fut d’une importance capitale, il ne faut pas oublier qu’une majorité était contre l’idée d’apporter de l’aide à l’Union soviétique et que si la Russie n’avait pas tenu face à l’Allemagne, ce choix aurait eu de grandes répercussions sur Roosevelt et sur sa politique. Il aurait perdu beaucoup de popularité, c’est pourquoi il dut se montrer fort et convaincant, car d’après lui, aider l'Union soviétique était un choix logique.
Effectivement, si l’URSS perdait contre l’Allemagne, Hitler n’aurait plus qu’à se battre sur un front. Il aurait pu se concentrer entièrement sur la Grande-Bretagne, qui misait sur l’aide des États-Unis. Même si le Royaume-Uni s’était battu contre l’Allemagne, il aurait eu peu de ressources et aurait fini par perdre ou aurait été forcé de négocier. À ce stade, l’Europe entière aurait été sous domination nazie ce qui aurait compliqué la tâche à Roosevelt.
Ainsi, le temps pressait avant que l’Union soviétique ne tombât dans les mains d’Hitler.

###### Impuissance des États-Unis face à l'Allemagne
Le conflit d’idéologie n’était pas l’unique incertitude. En 1940-1941, les États-Unis n’étaient pas suffisamment armés pour entrer en guerre. Cette crainte se confirma, le 2 juillet 1941, dans le journal intime de Stimson, le secrétaire à la Guerre des États-Unis : « Le vrai problème va de plus en plus être de savoir si nous sommes véritablement assez puissants, assez sincères et assez dévoués pour affronter les Allemands ». Ainsi, à la suite de l’avancée fulgurante de l’Allemagne nazie, cette crainte affecta non seulement un proche du président, son secrétaire à la Guerre, mais aussi une majeure partie des États-Unis. Cette partie s’opposait à une potentielle déclaration de guerre. Pour cela, le temps était un facteur indispensable dans la prise de décision.
De plus, l’incertitude concernant la fiabilité de l’URSS et de la Grande-Bretagne de résister à l’Allemagne, s’ajoutait à la crainte d’une offensive allemande en Afrique du Nord et au Moyen-Orient. Les États-Unis craignaient que l’Allemagne envahisse l’Afrique, car c’était l’un des moyens les plus rapides d’arriver en Amérique du Sud et d’attaquer les États-Unis par ce biais. Face à ces menaces, Roosevelt fut forcé d’être prudent lors de sa prise de décision.

###### Menace potentielle du Japon
D’ailleurs, le Japon, l’allié de Hitler, représentait une menace sur un autre front. Même si avant l’attaque de Pearl Harbor, le 7 décembre 1941, le Japon n’avait pas encore attaqué les États-Unis, le président et ses proches furent vigilants. En juin 1941, le Japon voulait profiter de l’invasion allemande en attaquant l’Union soviétique par l’est, ce qui aurait affaibli les chances de survie de l’URSS. Ceci poussa Roosevelt à pratiquer « une politique d’extrême prudence dans l’aide apportée à Staline ». Roosevelt préférait tenir le Japon tranquille pour éviter de devoir se battre sur deux fronts, si les États-Unis déclaraient la guerre à l’Allemagne. Cependant, en juillet, le Japon confirma son choix de l’expansion vers le sud. Il n’attaquerait donc pas l’URSS, « du moins pas avant d’être certains de la victoire décisive de Hitler ». « Ceci augmenta les chances de survie de Staline ». Ainsi, cela permit aux États-Unis d’observer la suite du conflit et d’examiner une potentielle déclaration de guerre.

###### Attaques sous-marines
Le 4 septembre 1941, l'USS Greer, un destroyer américain, décida de poursuivre un sous-marin allemand. Il l’attaqua, sans autorisation, à l’aide d’un bombardier britannique. Au bout de quelques heures, le commandant du sous-marin décida d’inverser les rôles et lança deux torpilles en direction du Greer. L’incident fut aussitôt transmis à Washington. Le lendemain, le président parlait d’une attaque sous-marine contre le Greer. Ainsi, les États-Unis introduisirent l’escorte des convois (KE 460-461), notamment ceux du Canada qui faisait parvenir des marchandises à la Grande-Bretagne depuis juin 1940 déjà. Les isolationnistes protestèrent, mais l’opinion publique approuva le « tir à vue » par 62 % contre 28 %. À la suite des attaques sous-marines contre le Pink Star et le Kearny aux mois de septembre et d’octobre 1941, Roosevelt mis en évidence les insuffisances du Neutrality Act de 1939 qui interdisait l’armement de navires marchands. Le président n’obtint cependant pas la permission de déclarer la guerre à l’Allemagne de la part du Congrès, encore trop isolationniste. La seule solution fut de poursuivre la guerre non déclarée.

###### Ralentissement de la progression allemande
La progression allemande en Union soviétique ralentit également en septembre 1941. Hitler avait attaqué Staline le 22 juin 1941. Il avait mal estimé la résistance de l’Union soviétique et lorsque l’hiver vint, l’armée allemande fut en butte à des conditions météorologiques pour lesquelles elle n’était pas équipée. Ce tournant facilita la décision de Roosevelt de fournir du matériel à l’URSS afin qu’elle persiste face à l’Allemagne. De plus, à la suite de la visite de Hopkins à Moscou en juillet-août 1941, une image plus positive de Staline et de la Russie circulait aux États-Unis. Le nombre d’Américains voulant participer à la guerre augmentait et l’opinion publique poussa Roosevelt à décider en faveur de l’URSS. Ainsi, les États-Unis et la Grande-Bretagne « acceptèrent de satisfaire autant que possible les demandes de Staline, offrant des avions, des chars, de l’aluminium, 90 000 jeeps et camions et plus encore. Le premier accord de livraisons fut signé le 1er octobre 1941 ». Il restait le problème du transport et du paiement. Le 7 novembre 1941, un mois avant l’attaque sur Pearl Harbor, l’Union soviétique fut admise à bénéficier de l’aide d'un milliard de dollars au titre du prêt-bail, remboursable sans intérêts sur dix ans à partir de cinq années pleines après la fin de la guerre. Roosevelt semble décidé, pendant l’automne 1941, à continuer une guerre non déclarée à l’Allemagne aussi longtemps que possible. Il savait cependant que l’envoi de convois en Europe ne suffisait pas pour vaincre Hitler. Il fallait que les États-Unis entrent en guerre. Ils devaient envoyer des hommes sur place. C’était inévitable. Cependant, l’événement qui allait bouleverser les opinions isolationnistes au sein du Congrès vint plus tôt que prévu.

###### Armement

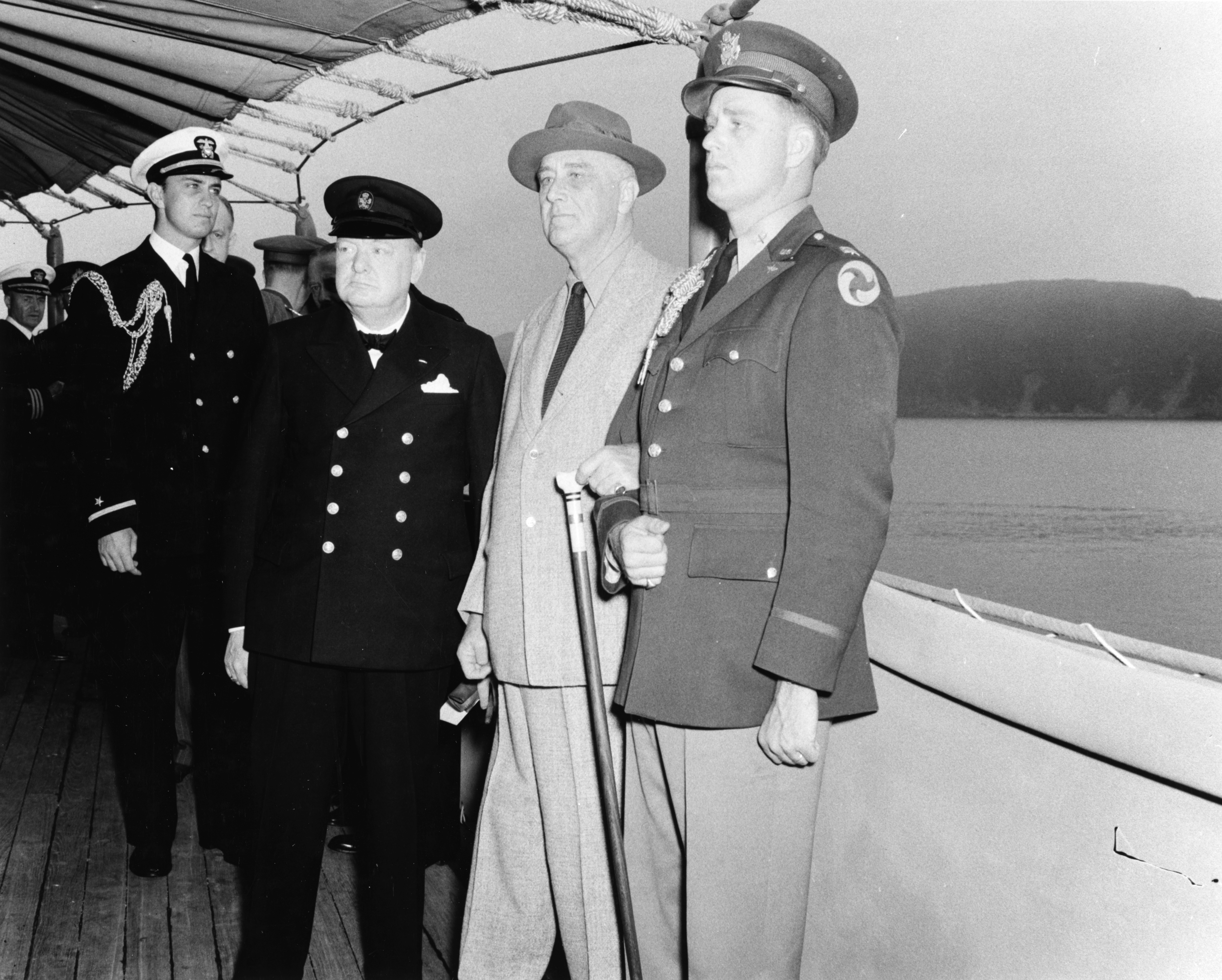
Rencontre entre Roosevelt et Churchill sur l', à Argentia.

Le 29 décembre 1940, Roosevelt évoqua dans un discours radiodiffusé la conversion de l'économie américaine pour l'effort de guerre : le pays devait devenir « l'arsenal de la démocratie » (The Arsenal of Democracy). Le 6 janvier 1941, il prononça son discours sur les Quatre libertés présentées comme fondamentales dans son discours sur l'état de l'Union : la liberté d'expression, de religion, de vivre à l'abri du besoin et de la peur. Le lendemain, le président créa le Bureau de la gestion de la production (Office of Production Management) ; d'autres organismes furent fondés par la suite pour coordonner les politiques : Bureau de l’administration des prix et des approvisionnements civils (Office of Price Administration and Civilian Supply), Bureau des priorités d’approvisionnement et des allocations (Supplies Priorities and Allocation Board) dès 1941 ; Service de la mobilisation de guerre (Office of War Mobilization) en mai 1943. Le gouvernement fédéral renforça ainsi ses prérogatives ce qui suscita des réactions parmi les Républicains, mais aussi dans le propre camp de Roosevelt : ainsi, en août 1941, le sénateur démocrate Harry Truman rendit un rapport sur les gaspillages de l'État fédéral.
Le programme prêt-bail devait fournir les Alliés en matériel de guerre sans intervenir directement dans le conflit. La loi Lend-Lease fut signée le 11 mars 1941 et autorisa le président des États-Unis à « vendre, céder, échanger, louer, ou doter par d'autres moyens » tout matériel de défense à tout gouvernement « dont le président estime la défense vitale à la défense des États-Unis ».
Le 7 juillet 1941, Washington envoya quelque 7 000 Marines en Islande pour empêcher une invasion allemande. Les convois de matériel à destination de l’Angleterre furent escortés par les forces américaines.
En août 1941, Roosevelt rencontra secrètement le Premier ministre britannique Winston Churchill lors de la conférence de l'Atlantique, tenue à bord d'un navire de guerre au large de Terre-Neuve. Les deux hommes signèrent la Charte de l'Atlantique le 14 août 1941, qui reprenait et complétait le Discours des quatre libertés de Roosevelt, « entreprend de jeter les fondements d'une nouvelle politique internationale ».
Le 11 septembre 1941, Roosevelt ordonna à son aviation d’attaquer les navires de l’Axe surpris dans les eaux territoriales américaines. Cinq jours plus tard, le service militaire obligatoire en temps de paix était instauré. Le 27 octobre 1941, après le torpillage de deux navires de guerre américains par des sous-marins allemands, Roosevelt déclara que les États-Unis avaient été attaqués. À la différence de la Première Guerre mondiale, les États-Unis avaient eu le temps de se préparer au conflit. Il ne restait qu'à attendre l'étincelle qui déclencherait l'entrée en guerre : elle vint du Japon et non de l'Allemagne nazie comme le pensait Roosevelt.

##### Attaque japonaise et l'entrée en guerre

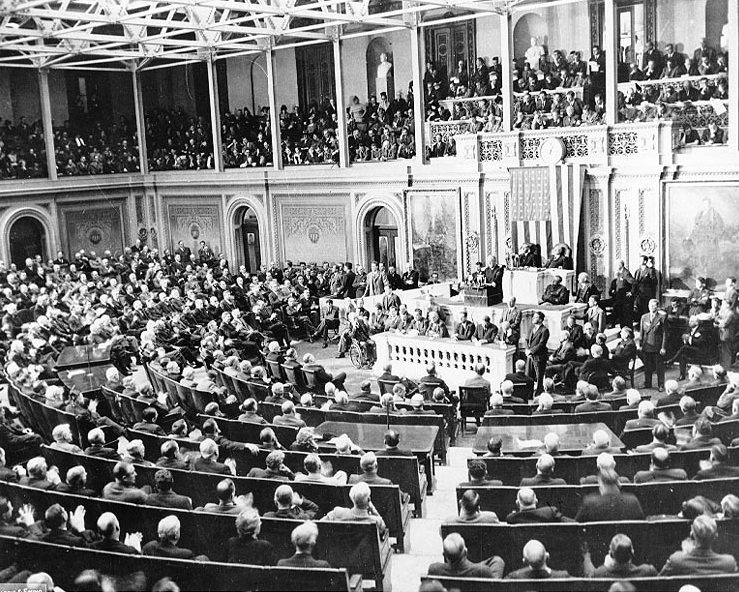
Roosevelt s'adresse au Congrès américain le 8 décembre 1941.

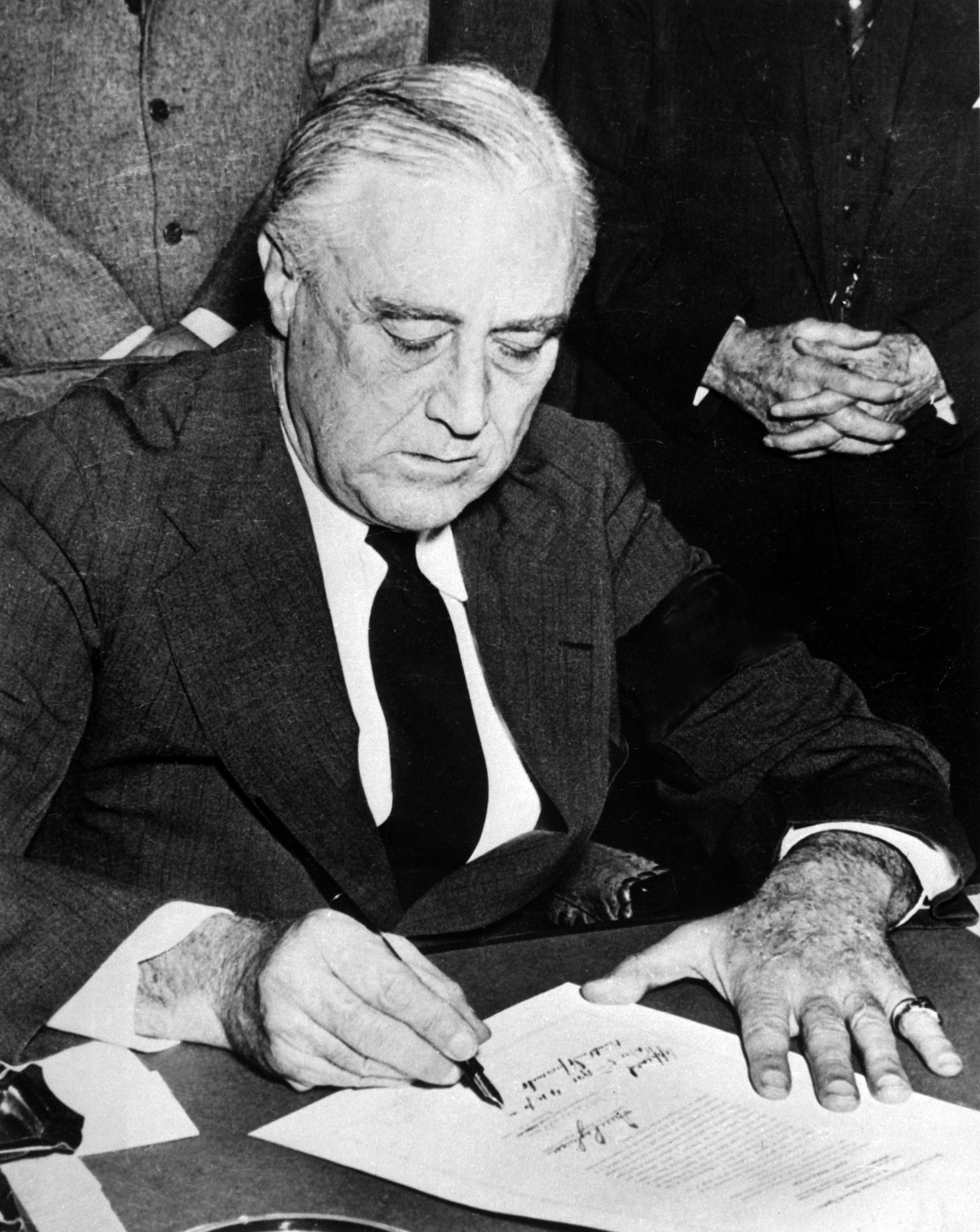
Le président américain Roosevelt signant la déclaration de guerre contre le Japon.

Le 26 juillet 1941, les forces militaires philippines, encore sous contrôle américain, furent nationalisées et le général Douglas MacArthur fut nommé responsable du théâtre Pacifique. Les relations avec le Japon commençaient à se détériorer.
En mai 1941, Washington accorda son soutien à la Chine par l’octroi d’un prêt-bail. À la suite du refus du Japon de se retirer de l'Indochine et de la Chine, à l'exclusion du Mandchoukouo, les États-Unis, la Grande-Bretagne et les Pays-Bas décrétèrent l’embargo complet sur le pétrole et l’acier ainsi que le gel des avoirs japonais sur le sol américain.
Le 7 décembre 1941, les forces japonaises bombardèrent Pearl Harbor à Hawaï, la plus grande base navale américaine dans l'océan Pacifique. L'attaque fit 2 403 morts et 1 178 blessés. De nombreux bâtiments de guerre et avions militaires furent endommagés ou détruits. Les forces japonaises attaquèrent aussi ce même jour non seulement Hong Kong et la Malaisie, mais aussi les territoires américains de Guam, l'île de Wake et des Philippines. Au matin du 8 décembre, les Japonais lancèrent aussi une attaque contre Midway.
Les Japonais avaient prévu de faire une déclaration de guerre officielle avant l'attaque de Pearl Harbor mais à cause de divers contretemps, elle ne fut présentée au département d'État qu'après le début de l'attaque. Le 8 décembre 1941, le président Roosevelt déclara à la radio : « Hier, 7 décembre 1941, une date qui restera dans l'Histoire comme un jour d’infamie, les États-Unis ont été attaqués délibérément par les forces navales et aériennes de l'empire du Japon ».
Le Congrès américain déclara la guerre au Japon à la quasi-unanimité et Roosevelt signa la déclaration le jour même. Le 11 décembre, l’Allemagne et l’Italie déclaraient la guerre aux États-Unis.
Avec la loi sur la conscription du 20 décembre 1941, la mobilisation s'élargit à tous les Américains entre 20 et 40 ans. Le 22 décembre 1941 débuta la conférence Arcadia au cours de laquelle Churchill et Roosevelt décidèrent d'unir leurs forces contre l'Allemagne nazie. La Déclaration des Nations unies du 1er janvier 1942 prévoyait la création de l'ONU. L'entrée en guerre des États-Unis marquait un tournant dans la mondialisation du conflit.
Une thèse controversée affirme que Roosevelt était au courant de l'attaque sur Pearl Harbor et qu'il la laissa survenir pour provoquer l'indignation de la population et faire entrer son pays dans la guerre. Cette théorie fut d'abord avancée par des officiers déchus par les commissions d'enquête : Husband E. Kimmel se dit victime d'un complot visant à cacher la responsabilité du gouvernement et de l'état-major. Il diffusa cette idée dans ses Mémoires parus en 1955. Cette thèse fut ensuite reprise par les adversaires de Roosevelt et de sa politique extérieure. Plus tard, plusieurs historiens américains, tels que Charles Beard, Charles C. Tansill et Robert B. Stinnett ont essayé de prouver l'implication du président.
Les faits cités à l'appui de cette théorie sont notamment l'absence de Pearl Harbor, supposée providentielle, des trois porte-avions (cibles prioritaires des Japonais) qui étaient en manœuvre en mer le jour de l'attaque et ne furent donc pas touchés, le fait que les nombreux messages d'avertissement aient été ignorés et enfin les négligences locales. Certains soupçonnent le gouvernement américain d'avoir fait en sorte de ne recevoir la déclaration de guerre japonaise qu'après le bombardement. Les partisans de cette thèse sont convaincus que Roosevelt a poussé les Japonais à la guerre tout au long des années 1930 afin de convaincre le peuple américain partisan de la neutralité.
Il est cependant difficile d'imaginer que Roosevelt ait laissé détruire autant de bâtiments de la marine afin d'engager son pays dans la guerre. En effet, la valeur tactique des porte-avions était méconnue en 1941, même si d'évidence, compte tenu des investissements réalisés, les Japonais et les Américains fondaient de gros espoirs sur ce nouveau type d'unité navale. C'était encore le cuirassé qui faisait figure de bâtiment majeur dans les flottes de guerre et même l'amiral Yamamoto envisageait la confrontation finale entre les deux pays sous la forme d'un combat entre cuirassés. Dès lors, tout décideur opérationnel au courant de l'attaque aurait fait en sorte de mettre à l'abri les cuirassés qui auraient alors appareillé vers le large, et de sacrifier plutôt les porte-avions ; cela dit les cuirassés au mouillage le jour de l'attaque étaient tous anciens.
Et il n'est pas impossible que les Américains aient été au courant du raid envisagé par les Japonais mais aient sous-estimé la taille de celui-ci et l'ampleur des dégâts et des pertes possibles.
Par conséquent, rien ne permet d’affirmer formellement que Roosevelt était au courant de l'attaque de Pearl Harbor,, même s'il fait peu de doute qu'il a accumulé les actes contraires à la neutralité durant les années 1930. Cependant, les sanctions économiques visaient avant tout les Allemands et le président américain donnait la priorité au théâtre d’opérations européen comme le montre par exemple la conférence Arcadia, et la guerre contre le Japon ne fut jamais sa priorité.
Si Roosevelt et son entourage étaient conscients des risques de guerre provoqués par la politique de soutien au Royaume-Uni, à l'URSS et à la Chine, il n'y a pas d'indication qu'il ait souhaité l'attaque de Pearl Harbor. Le désastre fut provoqué par la préparation minutieuse des Japonais, par une série de négligences locales et par des circonstances particulièrement défavorables aux Américains.

#### Deux derniers mandats (1941-1945)

##### Deuxième réélection historique en 1940

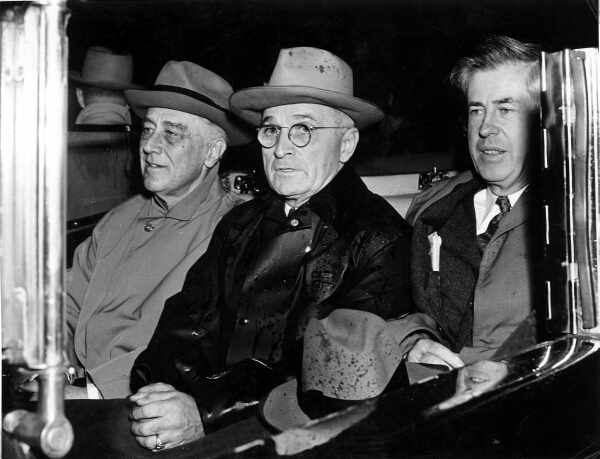
De gauche à droite : Franklin D. Roosevelt, Harry S. Truman et Henry Wallace (novembre 1944).

La tradition d'une limite maximale de deux mandats présidentiels était une règle non écrite mais bien ancrée depuis que George Washington avait décliné son troisième mandat en 1796. C'est ainsi que Ulysses S. Grant et Theodore Roosevelt furent attaqués pour avoir essayé d'obtenir un troisième mandat (non consécutif) de président. Franklin Delano Roosevelt coupa pourtant l'herbe sous les pieds du secrétaire d'État Cordell Hull et du Postmaster général James Aloysius Farley, deux membres de son cabinet présidentiel, lors de l'investiture démocrate aux nouvelles élections. Roosevelt se déplaça à la Convention nationale du Parti démocrate de 1940 où il reçut un fervent soutien de son parti. L'opposition à FDR était mal organisée malgré les efforts de James Farley. Lors du meeting, Roosevelt expliqua qu'il ne se présenterait plus aux élections sauf s'il était plébiscité par les délégués du parti qui étaient libres de voter pour qui ils souhaitaient. Les délégués furent étonnés un moment mais ensuite la salle cria « Nous voulons Roosevelt… Le monde veut Roosevelt ! » Les délégués s'enflammèrent et le président sortant fut nommé par 946 voix contre 147. Le nouveau nommé pour la vice-présidence était Henry Wallace, un intellectuel qui devint plus tard secrétaire à l'Agriculture,,.
Le candidat républicain, Wendell Willkie, était un ancien membre du Parti démocrate qui avait auparavant soutenu Roosevelt. Son programme électoral n'était pas véritablement différent de celui de son adversaire. Dans sa campagne électorale, Roosevelt mit en avant son expérience au pouvoir et son intention de tout faire pour que les États-Unis restent à l'écart de la guerre. Roosevelt remporta ainsi l'élection présidentielle de 1940 avec 55 % des votes et une différence de 5 millions de suffrages,. Il obtint la majorité dans 38 des 48 États du pays à l'époque. Un déplacement à gauche de la politique du pays se fit sentir dans l'administration à la suite de la nomination de Henry Wallace comme vice-président en lieu et place du conservateur texan John Nance Garner qui était devenu un ennemi de Roosevelt après 1937. Le 27 juin 1941, pour la première fois peut-être depuis le retrait du sud des troupes nordistes en 1877, une mesure fédérale d'interdiction de la ségrégation raciale fut promulguée. Mais elle concernait seulement l'emploi dans l'industrie de la défense.

##### Engagement dans la Seconde Guerre mondiale

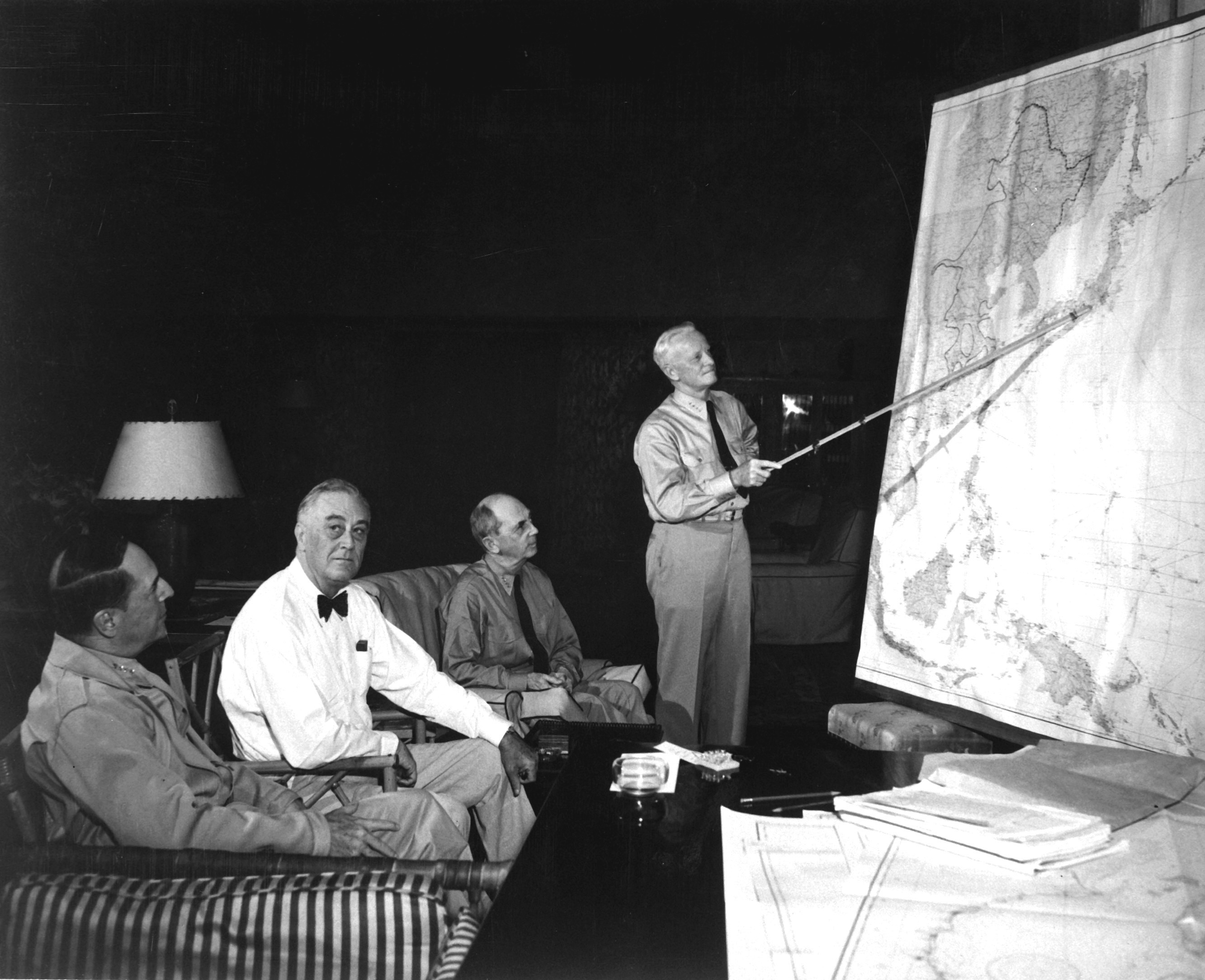
Roosevelt (en chemise blanche) en conférence avec le général MacArthur, les amiraux Chester Nimitz et W. D. Leahy (1944).

Si dans les institutions américaines, le président est le chef des armées, Roosevelt ne se passionnait pas pour les affaires strictement militaires. Il délégua cette tâche et plaça sa confiance dans son entourage, en particulier le général George Marshall et l'amiral Ernest King. Une agence unique de renseignements fut mise en place en 1942, l'Office of Strategic Services (qui sera remplacée par la CIA en 1947). Le président créa par la suite l’Office of War Information (Bureau de l’information de guerre) qui mit en place une propagande de guerre et surveilla la production cinématographique. Il autorisa le FBI à utiliser les écoutes téléphoniques pour démasquer les espions. Le 6 janvier 1942, Roosevelt annonça un « programme de la Victoire » (Victory Program) qui prévoyait un effort de guerre important (construction de chars, d'avions…).
Enfin, Roosevelt s'intéressa au projet Manhattan pour fabriquer la bombe atomique. En 1939, il fut averti par une lettre d'Albert Einstein que l'Allemagne nazie travaillait sur un projet équivalent. La décision de produire la bombe fut prise en secret en décembre 1942. En août 1943 fut signé l'accord de Québec, un accord anglo-américain de coopération atomique. Selon le secrétaire à la Guerre Henry Lewis Stimson, Roosevelt n’a jamais hésité sur la nécessité d'utiliser la bombe atomique. Mais ce fut son successeur Harry Truman qui prit l'initiative des bombardements nucléaires d'Hiroshima et Nagasaki, plusieurs mois après la mort de Roosevelt.

##### Question juive
Avant même le déclenchement de la Seconde Guerre mondiale, Roosevelt avait dénoncé l’oppression et les lois de Nuremberg. Pourtant, il considérait également qu'il ne pouvait intervenir directement dans les affaires internes de l'Allemagne. Il ne fit pas pression sur le Congrès pour augmenter l'accueil des réfugiés juifs. Pendant la guerre, le président américain n'a pas cherché à aider les Juifs d'Europe, considérant que le principal objectif devait être l'écrasement du régime nazi. Malgré la pression des Juifs américains, de sa femme et de l'opinion publique américaine, le président ne dévia pas de cette direction. Il ne fut pas mis au courant des projets de bombardements d’Auschwitz ou des voies ferrées.

##### Roosevelt et ses alliés

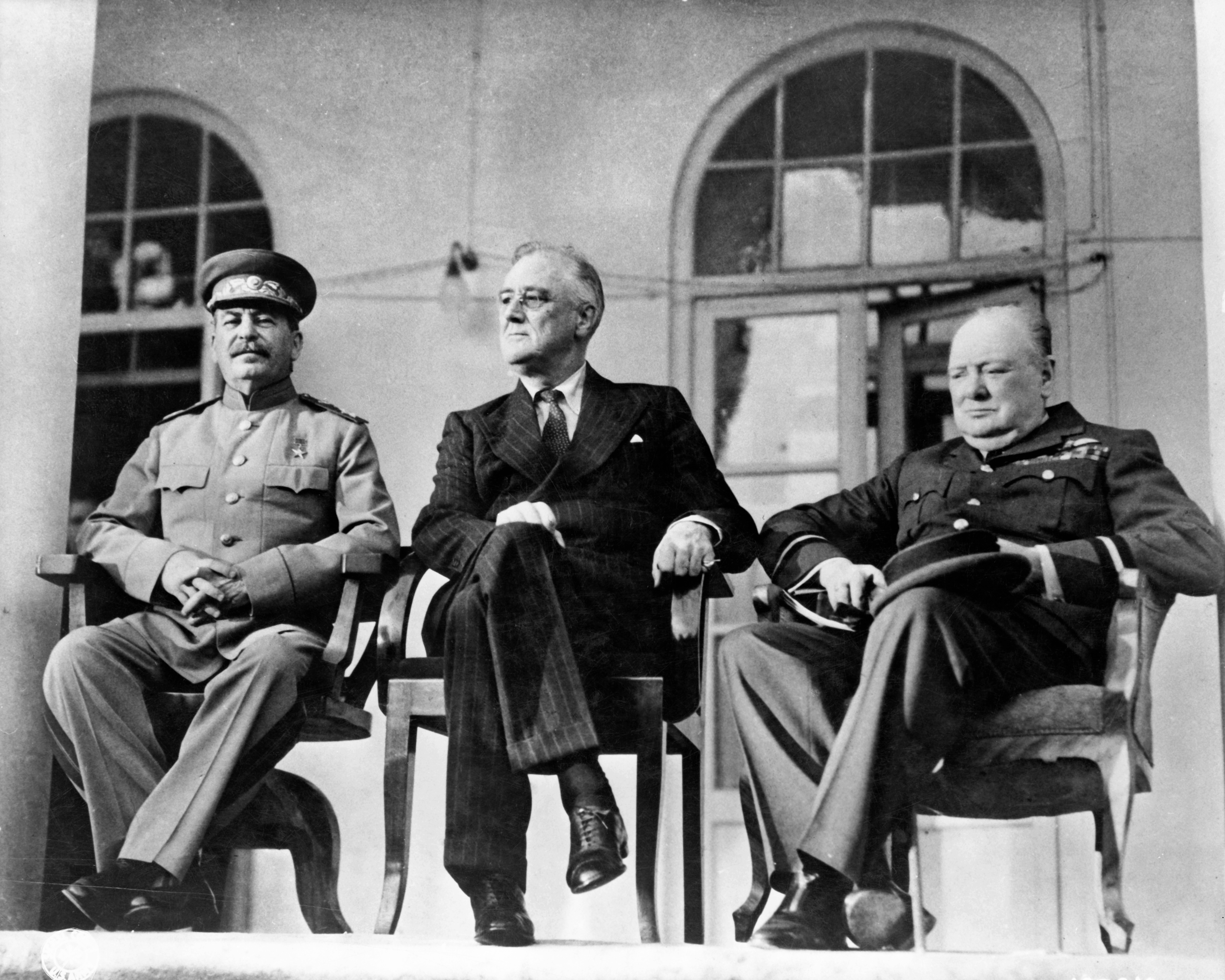
Conférence de Téhéran, 1943 : de gauche à droite, Staline, Roosevelt et Churchill.

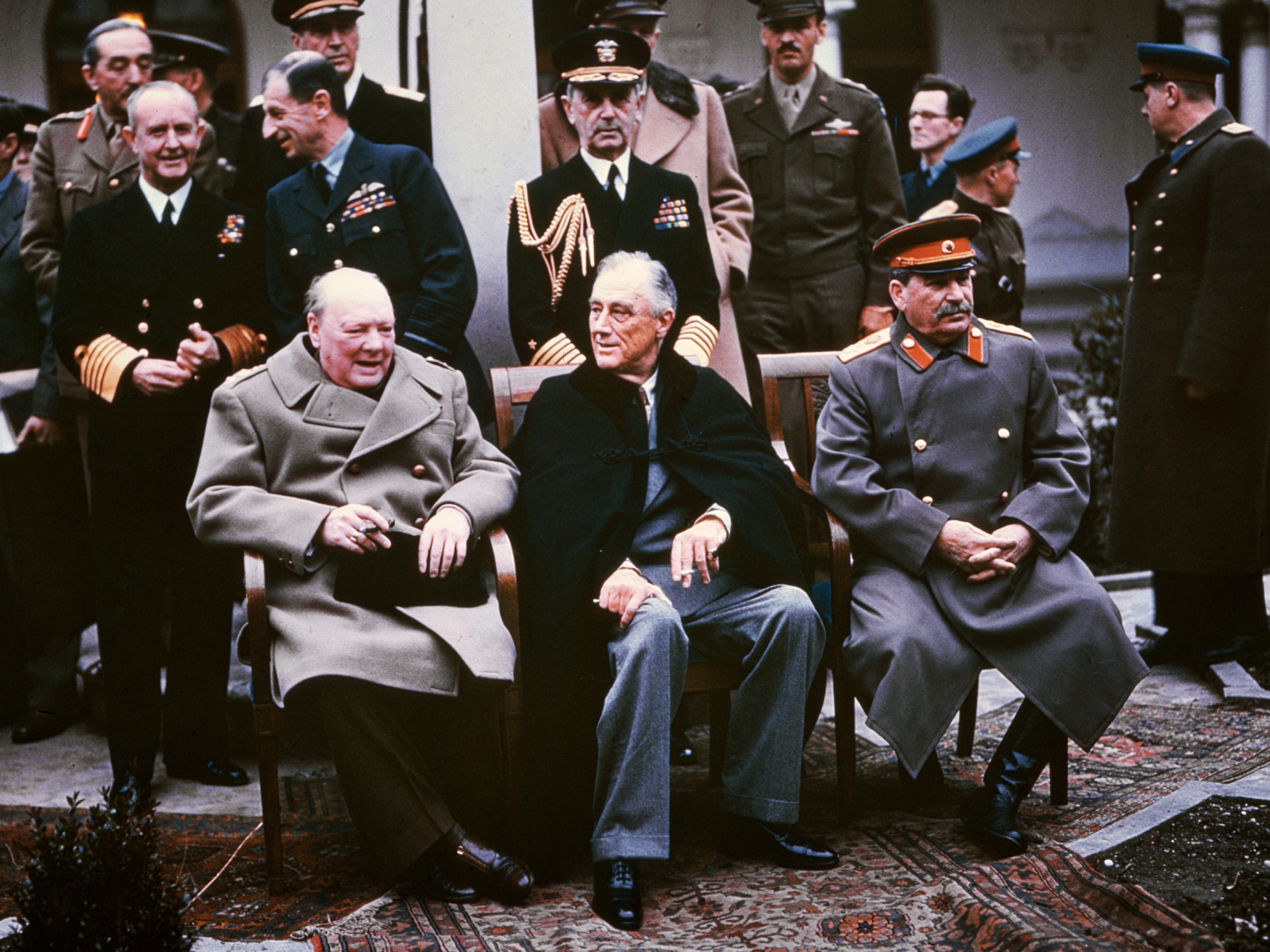
Conférence de Yalta, 1945 (Roosevelt, au centre).

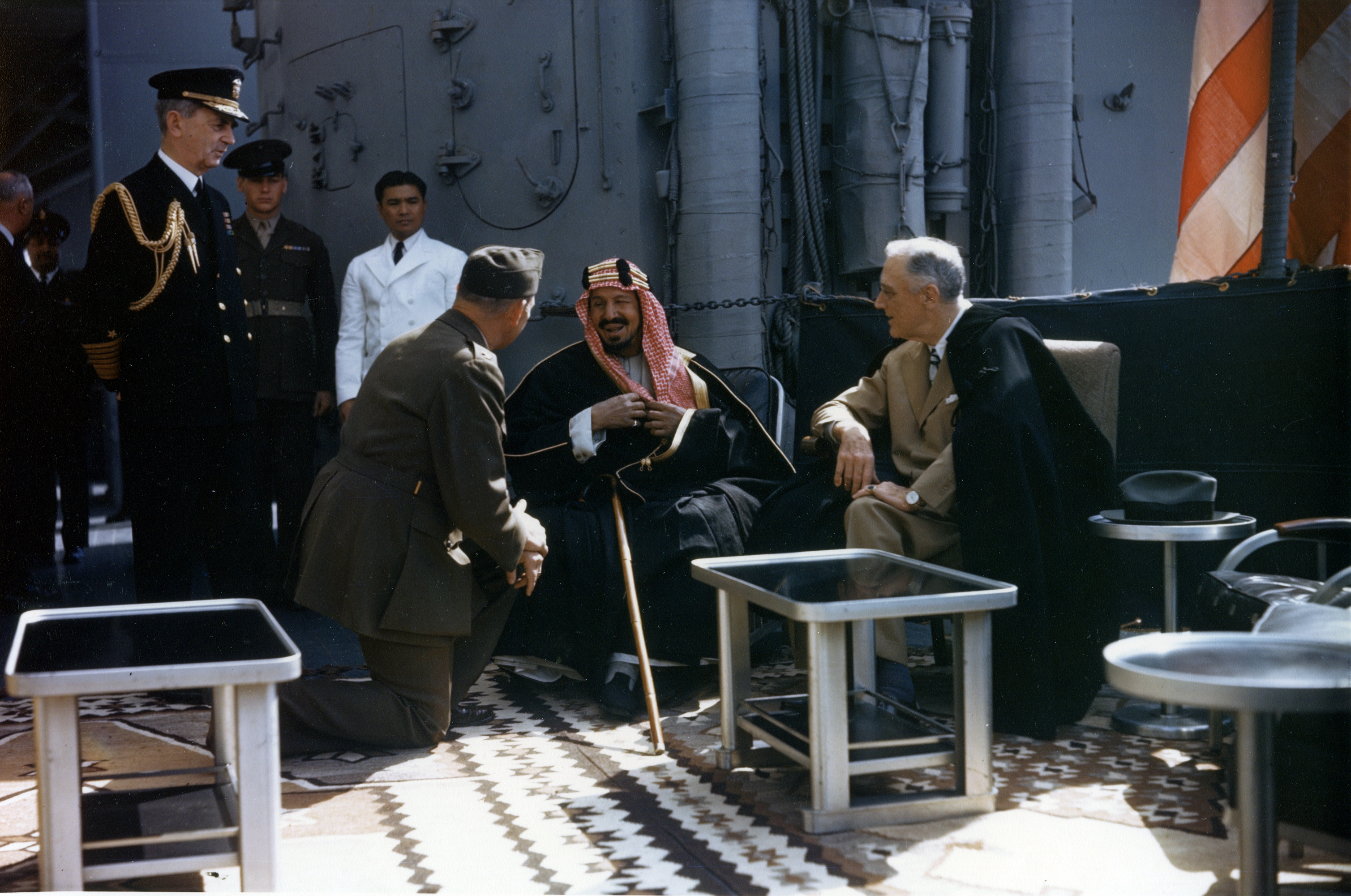
Roosevelt (à droite) et le roi Abdelaziz d'Arabie saoudite, à bord du Quincy (février 1945).

Roosevelt fut l'un des principaux acteurs des conférences interalliées et tenta d'y défendre les intérêts des États-Unis tout en faisant des compromis. En 1942, il donna la priorité au front européen tout en contenant l'avancée japonaise dans le Pacifique. Il subit la pression de Staline qui réclamait l'ouverture d'un second front à l'ouest de l'Europe, alors que Churchill n'y était pas favorable et préférait la mise en œuvre d'une stratégie périphérique.
Roosevelt eut le grand mérite, bien que l'implication de son pays dans cette guerre ait résulté avant tout de l'attaque japonaise, d'orienter prioritairement la riposte américaine en direction de l'Europe, une fois le conflit équilibré sur le front du Pacifique par la victoire aéronavale des îles Midway.
Son évaluation à sa juste mesure de l'énormité du danger hitlérien et de la nécessité d'empêcher l'URSS de sombrer justifiait certes ce choix. Mais il dut néanmoins pour l'imposer surmonter les préférences post-isolationnistes de la majorité des Américains pour lesquels l'ennemi principal était le Japon. C'est ainsi que fut mise sur pied une vigoureuse entrée en ligne des États-Unis aux côtés des Britanniques, d'abord avec le débarquement en Afrique du Nord (novembre 1942), puis en Europe avec les débarquements successifs en Italie (1943) et en Normandie (juin 1944).
À la conférence d'Anfa (Casablanca, janvier 1943), Roosevelt obtint d'exiger la reddition sans condition des puissances de l'Axe. Les Alliés décidèrent d'envahir l'Italie. Les 11-24 août 1943, Roosevelt et Churchill se rencontrèrent au Canada pour préparer le débarquement en France prévu au printemps 1944. Au cours de la conférence de Téhéran (novembre 1943), plusieurs décisions majeures furent prises : organisation d'un débarquement en Normandie, rejet par Staline et Roosevelt du projet britannique d’offensive par la Méditerranée et les Balkans. Sur le plan politique, Staline accepta le principe de la création d'une organisation internationale, proposé par Roosevelt. Les Trois Grands s'entendirent également sur le principe d'un démembrement de l’Allemagne. Ils ne fixèrent pas précisément les nouvelles frontières de la Pologne, car Roosevelt ne voulait pas heurter les millions d'Américains d’origine polonaise. Lors de cette conférence, avec Winston Churchill et Joseph Staline, les services secrets alliés découvrent l'opération Grand Saut, un projet d'assassinat des participants.
 Entre le 1er et le 22 juillet 1944, les représentants de 44 nations se réunirent à Bretton Woods et créèrent la Banque mondiale et le FMI (Fonds monétaire international). La politique monétaire de l’après-guerre fut fortement affectée par cette décision. À la conférence de Dumbarton Oaks (août-octobre 1944), Roosevelt réussit à imposer un projet auquel il tenait beaucoup : les Nations unies.
Ce fut à l'initiative de Roosevelt que se tint la conférence de Yalta en février 1945. Le président arriva dans la station balnéaire de Crimée très fatigué et malade. Il dut faire d'importantes concessions à l'URSS car il avait besoin de Moscou pour vaincre les Japonais. Roosevelt faisait alors confiance à Staline,. « Si je lui donne (i. e. à Staline), estima-t-il, tout ce qu'il me sera possible de donner sans rien réclamer en échange, noblesse oblige, il ne tentera pas d'annexer quoi que ce soit et travaillera à bâtir un monde de démocratie et de paix ».
Les Alliés reparlèrent également de l'ONU et fixèrent le droit de veto du Conseil de sécurité, le projet auquel tenait beaucoup Roosevelt. Ils s'entendirent sur la tenue d'élections libres dans les États européens libérés, l’entrée en guerre de l'Union soviétique contre le Japon après la défaite de l'Allemagne, la division de l'Allemagne en zones d'occupation, le déplacement de la Pologne vers l'ouest.
Après la conférence de Yalta, Roosevelt s'envola pour l'Égypte et rencontra le roi Farouk ainsi que l'empereur d'Éthiopie Hailé Sélassié Ier à bord de l'USS Quincy où le 14 février, il s'entretint avec le roi Abdulaziz, fondateur de l'Arabie saoudite et ils auraient conclu le « pacte du Quincy » (protection américaine du régime saoudien contre accès au pétrole).

##### Roosevelt et la France

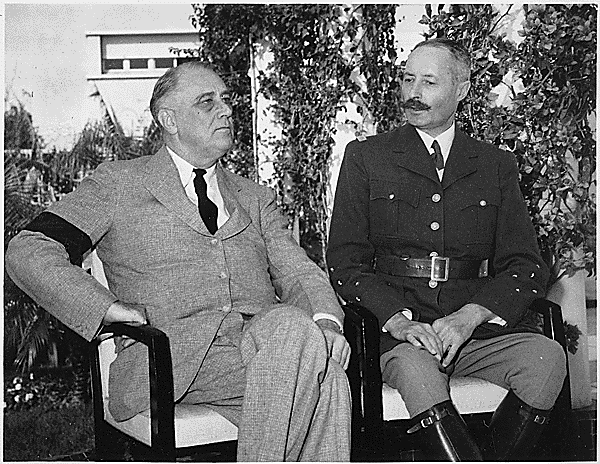
Franklin D. Roosevelt (à gauche) et le général Henri Giraud à Casablanca au Maroc, janvier 1943.

De la situation complexe de la France pendant la Seconde Guerre mondiale, Roosevelt écrivit à Churchill qu'elle était leur « mal de tête commun ». Sa politique étrangère fut largement contestée et soumise aux pressions du département d'État et par ses diplomates Leahy et Murphy. Dans un premier temps, le président américain garda des contacts diplomatiques avec l'État français : il pensait ainsi éviter que la flotte française ne tombât aux mains du Troisième Reich et avoir des renseignements sur la France. Il refusait en outre de reconnaître l'autorité et la légitimité du général de Gaulle auquel il vouait une antipathie personnelle. Au début de 1942, il s'opposait à ce que la France libre participât aux Nations unies avant les élections en France. Dès 1941 pourtant, une partie des Américains protesta contre la complaisance du département d’État envers le régime de Vichy. La presse américaine était par ailleurs favorable à la France libre.
Mais en avril 1942, le retour de Laval au pouvoir entraîna le départ de l'ambassadeur américain. Washington ouvrit alors un consulat à Brazzaville, alors « capitale » de la France libre. Mais la méfiance vis-à-vis de De Gaulle ne se dissipa pas : pour le département d’État, le personnage n'était qu'un « apprenti-dictateur» et Roosevelt était persuadé que les Gaullistes divulgueraient les opérations secrètes des armées alliées. Roosevelt soutint successivement l'amiral Darlan, puis le général Giraud, malgré leur maintien des lois vichystes en Afrique libérée, et il tenta de bloquer l'action du Comité français de libération nationale d'Alger, puis de placer la France libérée sous occupation militaire américaine (AMGOT).
De Gaulle ne fut mis au courant du débarquement en Normandie qu'à la dernière minute. Roosevelt ne reconnut le GPRF qu'en octobre 1944. La France ne fut pas invitée à la conférence de Yalta. Churchill insistait pour que la France fût responsable d'une zone d'occupation de l'Allemagne. Mais le président américain se rendit compte finalement que De Gaulle était l'homme qui pouvait contrer la menace communiste en France. Profondément anticolonialiste, (avec un bémol pour l'Empire britannique), il souhaitait que l'Indochine française fût placée sous la tutelle des Nations unies, après avoir un temps proposé à Tchang Kaï-chek de l'envahir, mais il dut finalement abandonner cette idée sous la pression du département d'État, des Britanniques et du général de Gaulle. D'une manière générale, Roosevelt jugeait que la défaite de la France et la collaboration du gouvernement de Vichy avec l'Allemagne ôtait à celle-ci toute autorité politique pour conserver son empire colonial. Mais, s'il donne avec Cordell Hull dès 1942, une impulsion sans précédent au mouvement de décolonisation, il est contraint les derniers mois de sa vie, du fait de considérations de sécurité militaire, de modérer son anticolonialisme.

##### Les États-Unis pendant la guerre
Sur le plan économique, Roosevelt prit des mesures contre l'inflation et pour l'effort de guerre. Dès le printemps 1942, il fit accepter la loi du General Maximum visant à augmenter l'impôt sur le revenu, à bloquer les salaires et les prix agricoles pour limiter l'inflation. Cette politique fiscale fut renforcée par le Revenue Act (en) en octobre 1942. La conversion de l'économie se fit rapidement : entre décembre 1941 et juin 1944, les États-Unis produisirent 171 257 avions et 1 200 navires de guerre, ce qui entraîna la croissance du complexe militaro-industriel. Cependant, les produits de consommation courante et d'alimentation furent insuffisants, sans que la situation fût aussi difficile qu'en Europe. Une économie mixte, alliant capitalisme et intervention de l'État fut mise en place pour répondre aux nécessités de la guerre. Sur le plan social, les campagnes connurent un exode rural et une surproduction agricole. Les Afro-Américains du Sud migrèrent vers les centres urbains et industriels du Nord-Est. Dans le monde ouvrier, la période fut agitée par de nombreuses grèves à cause du gel des salaires et de l'augmentation de la durée du travail. Le chômage baissa à cause de la mobilisation et le taux d'emploi des femmes progressa.
Les discriminations à l'égard des Afro-Américains persistèrent jusqu'au sein de l'armée, ce qui explique l'ordre exécutif 8802 qui les interdisait dans les usines de défense nationale. Après l'attaque de Pearl Harbor, le sentiment antijaponais aux États-Unis prit de l'ampleur. Dans ce contexte, 110 000 Japonais et citoyens américains d'origine japonaise furent rassemblés et surveillés dans des camps d'internement (War Relocation Centers). Le 14 janvier 1942, Roosevelt signa un décret de fichage des Américains d’origine italienne, allemande et japonaise soupçonnés d'intelligence avec l’Axe. Le décret présidentiel 9066 du 19 février 1942 fut promulgué par Roosevelt et concerna l'Ouest du pays où se concentraient les populations japonaises, regroupés dans des camps surveillés.

##### Troisième réélection en 1944
Le 7 novembre 1944, Franklin Roosevelt se présenta à la Présidence avec le soutien de la quasi-totalité de son parti. Il fut de nouveau opposé à un candidat républicain, Thomas Dewey, dont le programme n'était pas en contradiction totale avec la politique de Roosevelt. Roosevelt, malgré son âge et sa fatigue, mena campagne en demandant aux Américains de ne pas changer de pilote au milieu du gué. Il fut réélu pour un quatrième mandat avec une courte majorité de 53 %(25 602 505 voix) mais plus de 80 % du vote du collège électoral (432 mandats).

### Mort et succession

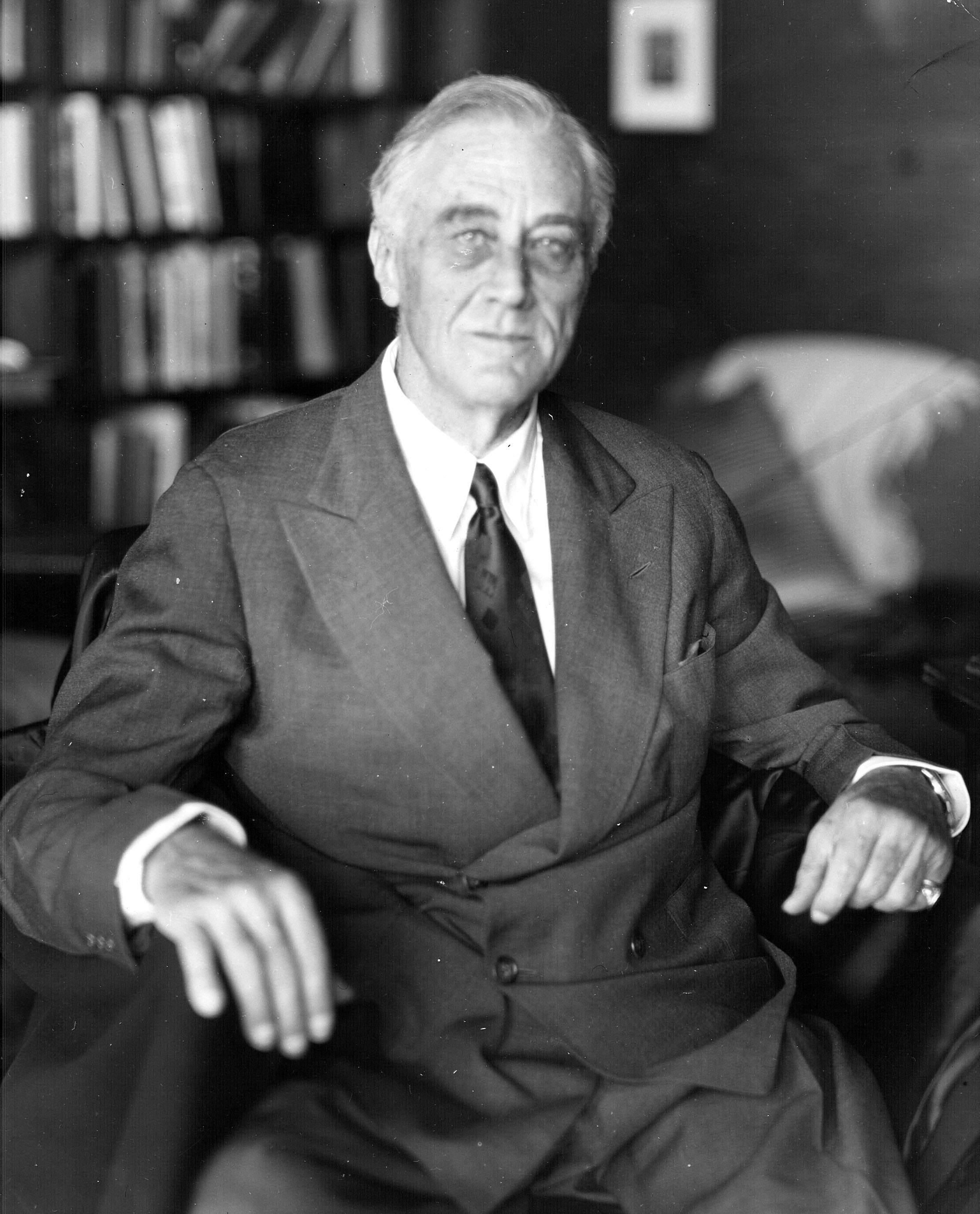
Dernière photo de Franklin Delano Roosevelt malade, prise le 11 avril 1945.

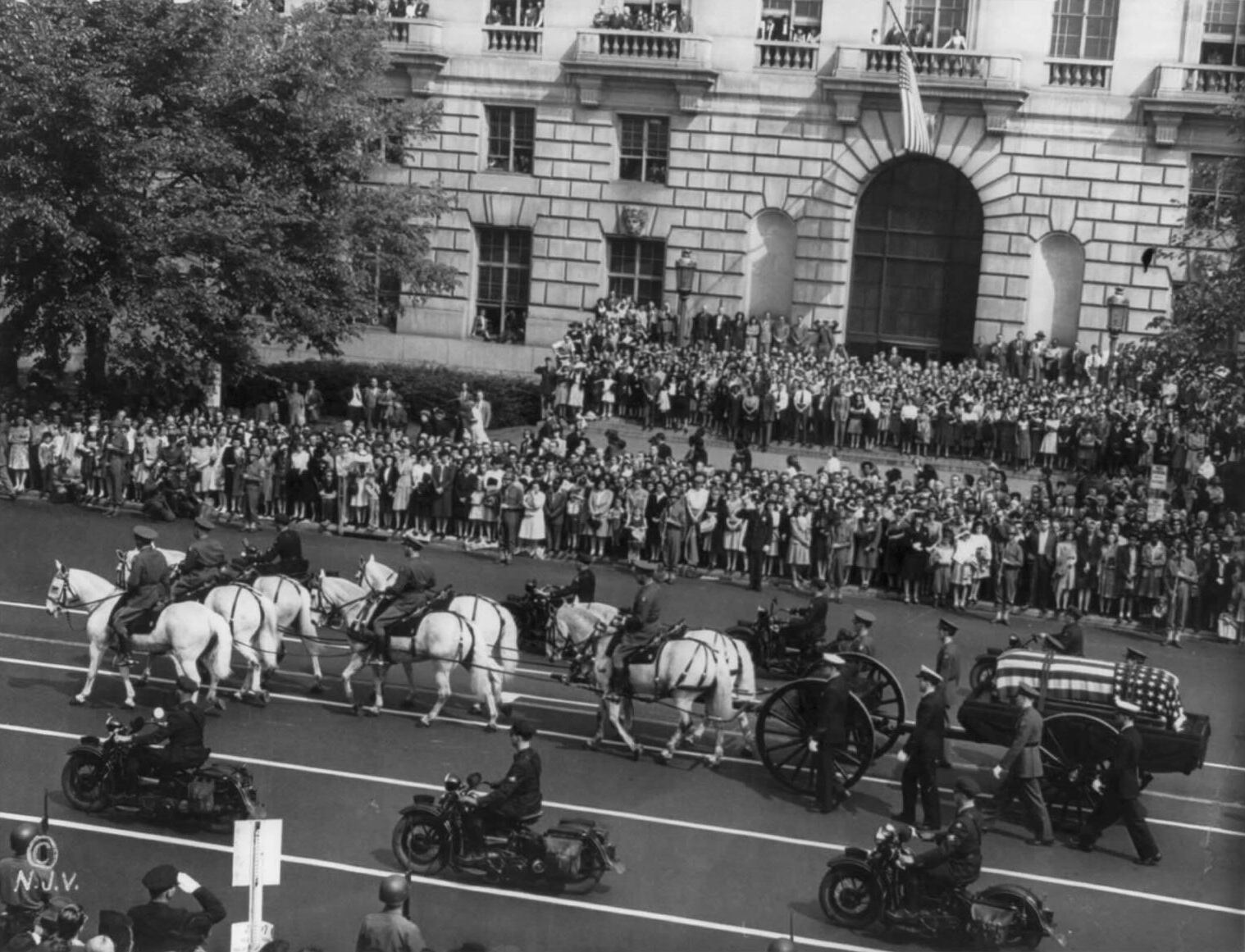
Les funérailles de Franklin Delano Roosevelt à Washington D.C., le 14 avril 1945.

Lors de son discours devant le Congrès le 1er mars 1945, Roosevelt apparut amaigri et vieilli ; il partit le 30 mars pour Warm Springs, une petite station thermale de Géorgie où il avait une résidence (la « Little White House ») afin de prendre du repos avant la tenue de la conférence des Nations unies qui devait se tenir deux semaines plus tard à San Francisco. Le 12 avril 1945, il s'écroula se plaignant d'un terrible mal de tête alors qu'Elizabeth Shoumatoff était en train de peindre son portrait. Il mourut à 15 h 35 à l'âge de 63 ans d'une hémorragie cérébrale.
Lucy Mercer Rutherfurd, l'ancienne maîtresse du président, était présente aux côtés de Roosevelt et partit rapidement pour éviter le scandale. Son épouse, Eleanor Roosevelt, prit le premier avion pour se rendre à Warm Springs. Le corps du président fut transporté en train jusqu'à la capitale : des milliers de personnes, notamment des Afro-Américains, se rassemblèrent le long de la voie ferrée pour lui rendre hommage. Le cercueil fut déposé à la Maison-Blanche puis dans la maison familiale de Hyde Park. Les fils de Franklin Roosevelt étant mobilisés, ils ne purent assister à la cérémonie funèbre sauf Elliott. Le président fut enterré le 15 avril 1945 dans son domaine de Springwood à Hyde Park, qui devint un peu plus tard le Franklin D. Roosevelt National Historic Site.

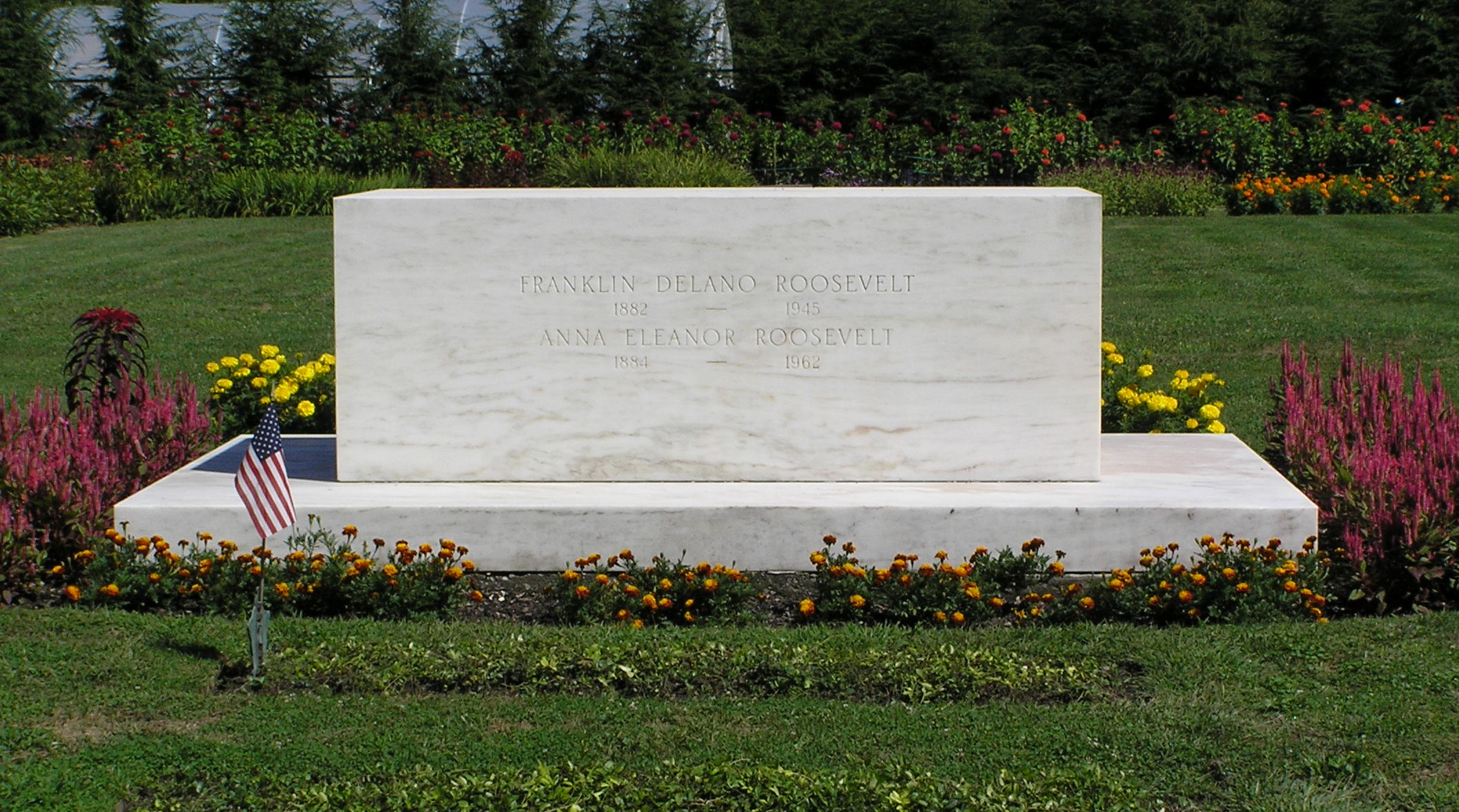
Sépulture de Franklin Delano Roosevelt et Eleanor Roosevelt à Hyde Park.

La mort de Roosevelt souleva une grande émotion dans le pays et à l'étranger. Son état de santé avait été caché par son entourage et par les médecins de la Maison-Blanche. Roosevelt était président depuis plus de 12 ans, une longévité jamais égalée par aucun président américain. En URSS, le drapeau soviétique fut bordé de noir et les dignitaires assistèrent à la cérémonie à l’ambassade. Staline pensait que le président américain avait été empoisonné. Le président du Conseil italien décréta trois jours de deuil.
En Allemagne, la nouvelle rendit Goebbels joyeux. Quand il apprit la mort de Roosevelt en avril 1945, établissant un parallèle historique avec le sauvetage miraculeux de Frédéric II de Prusse, dont la situation militaire désespérée s'était retournée grâce à la mort inattendue de l'impératrice russe Élisabeth Pétrovna en 1762, Hitler fêta l'événement et, déambulant comme un possédé, la main agitée de tremblements, disait à qui voulait l'entendre : « Tenez ! Vous vous refusiez à y croire ! Qui a raison ? »
Conformément à la Constitution américaine, le vice-président Harry Truman devint le 33e président des États-Unis alors qu'il avait été tenu à l’écart des décisions politiques et qu'il ne s'était pas rendu à Yalta. Truman dédia la cérémonie du 8 mai 1945 à la mémoire de Roosevelt. Deux ans après sa mort, le 21 mars 1947, le congrès des États-Unis adopte le XXIIe amendement de sa constitution, fixant à deux le nombre de mandats que peut exercer un président des États-Unis, consécutifs ou non.

## Caractère
Les traits principaux du caractère de Roosevelt apparaissent dès l'époque de sa première campagne présidentielle : son optimisme, notamment face à la gravité de sa maladie puisqu'il avait la volonté de s'en remettre ; également son exigence vis-à-vis de lui-même comme de ses collaborateurs. Son optimisme se nourrissait également de sa foi puisqu'il était profondément religieux. L'un de ses films préférés était Gabriel au-dessus de la Maison-Blanche de Gregory La Cava (1933) qu'il se faisait projeter à la Maison-Blanche. Côté distractions, il appréciait peu le théâtre et collectionnait les timbres-poste.
Roosevelt était quelqu'un d'intuitif, de chaleureux et même charmeur,,, toujours souriant, et sachant désarmer les critiques par l'humour. Roosevelt était doué pour la communication et même capable d'éloquence, moins en meeting qu'en petits comités d'où l'incontestable succès de ses causeries « au coin du feu » (fireside chat) dans lesquelles il s'adressait de façon simple et directe aux Américains,. En 1939, Roosevelt devint le premier président à apparaître à la télévision. Il utilisa aussi beaucoup la radio. Avec sa voix chaude et mélodieuse, il savait s'adresser au public ainsi qu'aux journalistes.
Il se souciait réellement des Américains les plus défavorisés et était sensible aux injustices et à l'oppression sous toutes ses formes. Sur ce plan, il bénéficia de la popularité de sa femme. Mais Roosevelt pouvait être également un politique hésitant, un tacticien manipulateur, capable de ne pas s'embarrasser de sentiments pour parvenir à ses fins, souvent secret, égoïste et attaché à son indépendance. Son secrétaire à l'Intérieur, Harold LeClair Ickes, lui dit un jour : « Vous êtes quelqu'un de merveilleux, mais vous êtes un homme avec lequel il est difficile de travailler. […] Vous ne parlez jamais franchement même avec les gens qui vous sont dévoués et dont vous connaissez la loyauté ».
Franklin Roosevelt avait le souci de l'opinion publique : il s'intéressa d'ailleurs aux sondages de l'Institut Gallup. Devenu président des États-Unis, ses décisions étaient motivées par un souci de pragmatisme, et le respect scrupuleux de la démocratie, motif de sa méfiance à l'égard de Charles de Gaulle.

## Héritage et hommages

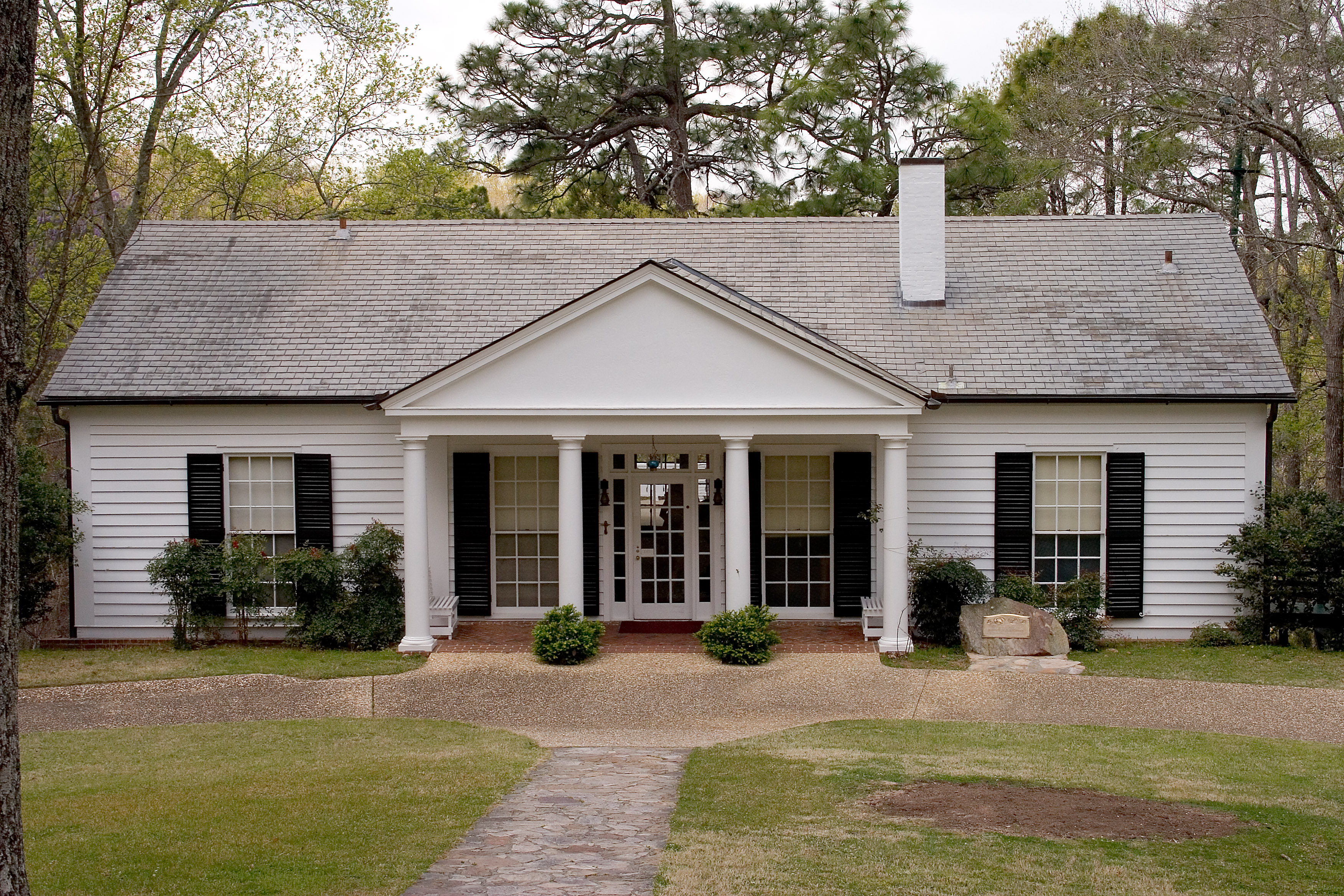
Little White House en Géorgie.

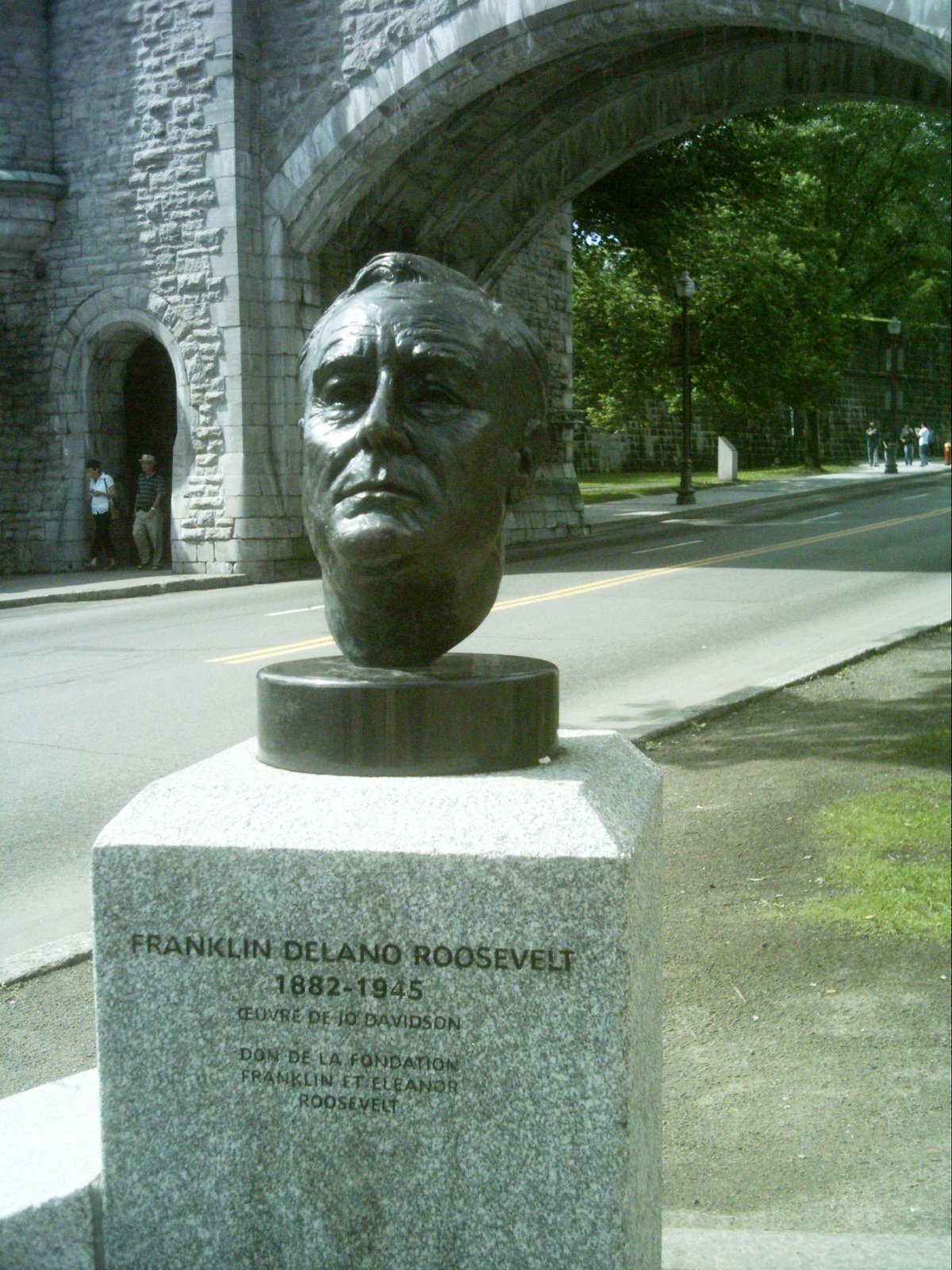
Le buste de Franklin Delano Roosevelt, monument à Québec.

Selon un classement dressé par des historiens pour le magazine The Atlantic Monthly, il est le troisième Américain le plus influent de l'Histoire, derrière Lincoln et Washington. Cependant, Roosevelt est considéré comme le plus grand président américain du XXe siècle. Il modernisa les institutions américaines : il fit voter le XXe amendement en 1933 qui avançait l'entrée en fonction du président nouvellement élu de début mars au 21 janvier. Il renforça le pouvoir exécutif en le personnalisant et en le faisant entrer dans l'ère de la technostructure : le nombre de fonctionnaires augmenta de façon très importante. L'héritage de Roosevelt a été considérable sur la vie politique américaine : il consacra la fin de l’isolationnisme, la défense des libertés et le statut de superpuissance des États-Unis. Mais Roosevelt fut également très contesté à la fois par les républicains et la Nouvelle gauche américaine qui estimait que le New Deal n'avait pas été assez loin. Roosevelt resta un modèle dans la deuxième moitié du XXe siècle. Eleanor Roosevelt continua d'exercer son influence dans la politique américaine et dans les affaires mondiales : elle participa à la conférence de San Francisco et défendit ardemment les droits civiques. De nombreux membres de l'administration Roosevelt poursuivirent une carrière politique auprès de Harry S. Truman, John Fitzgerald Kennedy et Lyndon B. Johnson.
Truman essaya de marcher dans les pas de son prédécesseur en lançant le Fair Deal. Mais ce fut Johnson qui fut le plus rooseveltien des présidents américains et il aimait comparer sa politique sociale au New Deal.
La maison natale de Roosevelt est classée site national historique et abrite la bibliothèque présidentielle. La résidence de Warm Springs (Little White House) est un musée géré par l'État de Géorgie. La villa de vacances de Campobello Island est administrée par le Canada et les États-Unis (parc international Roosevelt de Campobello). Elle est accessible, depuis 1962, par le pont Franklin Delano Roosevelt.
Le Roosevelt Memorial se trouve à Washington D.C., juste à côté du Jefferson Memorial. Les plans furent dessinés par l'architecte Lawrence Halprin. Les sculptures en bronze représentent les grands moments de la présidence, accompagnées de plusieurs extraits des discours de Roosevelt.
De nombreuses écoles portent le nom du président, ainsi qu'un porte-avions. Le réservoir situé derrière le barrage de Grand Coulee dans l'État de Washington est appelé lac Franklin D. Roosevelt, qui présida à l'achèvement de l'ouvrage. À Paris, son nom a été donné à une avenue du rond-point des Champs-Élysées (Avenue Franklin-D.-Roosevelt), et consécutivement à la station de métro qui le dessert (Franklin D. Roosevelt). Le temple de la Grande Loge de France porte son nom, ce qui rappelle que le président américain a été franc-maçon.
Le lycée Joli-Cœur de Reims en France, lieu de signature de la reddition allemande, fut renommé lycée Franklin-Roosevelt en son honneur.

## Dans les arts et la culture populaire
Roosevelt est l'un des présidents les plus représentés dans les œuvres de fiction américaine.

### Filmographie

#### Cinéma
Dans le film La Chute de Berlin (Падение Берлина, Padeniye Berlina : 1949), son rôle est interprété par Oleg Frelikh. Dans Pearl Harbor (2001), il est joué par Jon Voight. Il est joué par Kenneth Branagh dans Warm Springs (2005).
Il est joué par David A. Cooper dans J. Edgar (2011). Il est joué par Bill Murray dans Week-end royal (2012). Dans Monuments Men (2014), il est joué par Michael Dalton. Il est incarné par Sam Waterston dans Messagères de guerre (2024) de Tyler Perry.

#### Télévision

##### Série
Dans Atlantic Crossing il est joué par Kyle MacLachlan et dans The First Lady par Kiefer Sutherland. Dans Rick et Morty saison 5 épisode 6 Spécial Thanksgiving, il est joué par Maurice LaMarche.

### Littérature

#### Bande dessinée
Il est un des personnages centraux de la série The Manhattan Projects.

#### Roman
L'écrivain John Dos Passos en fait un homme manipulateur dans The Grand Design (1966).
Dans Le Maître du Haut Château (1962), Philip K. Dick imagine que Roosevelt meurt dans l'attentat de Miami en 1933, événement qui constitue le point de divergence de son uchronie.
Il est un des personnages principaux de Le marin blanc du président de Jérôme Charyn.

### Numismatique
Le portrait de Franklin Roosevelt apparaît sur la pièce de 10 cents. Monaco a émis plusieurs timbres d'hommage pendant la seconde moitié des années 1940. L'un d'eux représente Roosevelt devant sa collection de timbres-poste. Or, ce timbre comporte une erreur : la main qui tient les brucelles a été dessinée dotée de six doigts.

### Iconographie
En ce XXIe siècle, le président Joe Biden, a fait accrocher le portrait de Franklin Delano Roosevelt à la place d’honneur, en majesté au-dessus de la cheminée, dans le Bureau ovale à la Maison-Blanche.

### Jeu vidéo
Roosevelt est un des dirigeants de la civilisation américaine dans le jeu Civilization IV, avec George Washington.